# استقلال بحرین

استقلال بحرین با خروج نیروهای امپراتوری بریتانیا و در سال ۱۹۷۱ میلادی و پس از حدود یک و نیم قرن اشغال رقم خورد. بریتانیا این خروج را از قبل و در سال ۱۹۶۸ رسماً اعلام کرده بود. در همان سال حکومت محمدرضا شاه نیز پس از اعلام این خبر از خروج این نیروها استقبال کرد و اعلام کرد که از حق حاکمیت کشورش بر این سرزمین منصرف نشده است. سپس، قرار شد با معرفی طرحی (با هدایت بریتانیا) فدراسیونی شامل ۹ شیخ‌نشین جنوب خلیج فارس از جمله بحرین، در قالب یک کشور واحد تشکیل شود. در پاسخ به این طرح، حکومت محلی آل خلیفه بر بحرین، خروج بریتانیا و حضور نظامی ایران را به مثابه خطری برای خود دانست و خواستار پیوستن بحرین به این فدراسیون شد. حکومت ایران بلافاصله پس از شنیدن این خبر شدیداً با این درخواست مخالفت کرد. اردشیر زاهدی وزیر امور خارجه ایران در تاریخ ۱۷ تیرماه ۱۳۴۷ در بیانیه رسمی شدیداللحنی از جانب ایران اعلام داشت که ایجاد کشوری تحت عنوان «فدراسیون امارات خلیج فارس» با شرکت بحرین «مطلقاً» قابل قبول نیست. محمدرضاشاه نیز این اقدام را یک اقدام «استعماری و امپریالیستی» نامید و آن را «تلاش انگلیس برای ورود به ایران از در پشتی» قلمداد کرد. شاه هشدار داد که ایران در صورت لزوم برای آنچه که او حفظ منافع تاریخی و حقوق سرزمینی ایران نامید، «قدرتمندانه» اقدام خواهد کرد. این در حالی بود که ایران یک‌بار پیش از آن و با تصویب لایحه‌ای در سال ۱۳۳۶ رسماً بحرین را «استان چهاردهم» خود معرفی کرد. همچنین قبل‌تر از آن و با روی کار آمدن رضاشاه و ایجاد اصلاحاتی که او در کشور ایجاد کرد مردم بحرین نسبت به ایران رغبت پیدا کردند. رضاشاه درخواست بازگشت بحرین به ایران را با بریتانیا در میان گذاشت اما با پاسخی روبرو نشد.
پس از این کشمکش‌ها، مذاکراتی پنهانی بین ایران، اعراب، بریتانیا و آمریکا درگرفت. در این مذاکرات ایران حاضر شد در قبال پس گرفتن حاکمیت ایران بر جزایر سه‌گانه در قبال استقلال بحرین با طرفین سازش کند. اما بازپس‌گیری جزایر سه‌گانه به آسانی انجام نپذیرفت. حکومت وقت عراق ایران را به استفاده از سلطه‌جویی و امپریالیسم متهم کرد. ایران در پاسخ در خرداد ۱۳۴۹ اعلام کرد هیچ نقشه امپریالیستی برای منطقه خلیج‌فارس نداشته و حاضر است با نیت ایجاد ثبات پس از خروج بریتانیا، با کشورهای منطقه پیمان دفاعی امضا کند. ولی در ضمن حق دارد تا به تقویت نیروی نظامی خود در مقابله با «رژیم‌های ماجراجو» بپردازد.
نهایتاً شاه با این شرط حاضر به سازش شد که مردم بحرین در یک همه‌پرسی اعلام کنند که نمی‌خواهند به ایران برگردند. او در دیدار رسمی خود از هندوستان، در یک مصاحبه مطبوعاتی در دهلی نو در تاریخ ۴ ژانویه ۱۹۶۹ اعلام کرد که اگر مردم بحرین خواهان بازگشت به ایران نباشند از ادعاهای سرزمینی خود بر بحرین دست خواهد کشید. شاه تأکید داشت که ایران به دنبال استفاده از زور برای الحاق بحرین نیست. او در پاسخ به این پرسش که آیا پیشنهاد انجام یک رفراندوم یا انتخابات عمومی در رابطه با کسب نظر مردم بحرین را دارد یا خیر بر موضع خود مبنی بر استفاده از هر نوع وسیله‌ای که نشانگر خواست مردم بحرین باشد تأکید کرد. شاه در آن مصاحبه اظهار داشت که بحرین ۱۵۰ سال پیش به وسیله انگلیس از ایران جدا شد، اما از دید او انگلیس نمی‌تواند آنچه را که از ایران گرفته بدون رضایت این کشور به طرف دیگری بدهد و در مقابل ایران هم پس از خروج انگلستان در پی اشغال بحرین نخواهد بود.
گویا در آن برهه زمانی ایران نمی‌توانست از طریق گزینه نظامی بحرین را بازپس بگیرد؛ زیرا این عمل پیامدهای خطرناکی را برای ایران در پی داشت. روشن است که امپراتوری بریتانیا به عنوان یک ابرقدرت بزرگ استعماری، اجازه چنین عمل جسورانه‌ای را به ایران نمی‌داد. علاوه بر آن این اقدام تمام کشورهای عربی را (اعم از تندرو و محافظه‌کار) علیه ایران متحد و هم پیمان می‌ساخت. این در حالی بود که ایران و عراق دچار مجادلات ارضی، مرزی و سیاسی بسیاری بودند. و ایران بیم آن داشت که عراق به شوروی نزدیک‌تر شود. از سوی دیگر اقدام نظامی ایران علیه بحرین می‌توانست خلاف منشور سازمان ملل متحد قلمداد شود.

## تاریخچه
جزیرهٔ بحرین که از دیرباز جزو ایران بوده، از حدود سال ۱۱۶۰ به اشغال آل‌خلیفه درآمد که پس از آن با اشغال مسقط توسط بریتانیا و پیوستن عمان به بریتانیا کبیر در سال ۱۲۷۰ در زمان قاجار تحت سلطهٔ بریتانیا قرار گرفت، اگرچه در طول این سال‌ها بحرین در عمل از حاکمیت ایران خارج شده‌بود، اما ایران هیچگاه حاضر نشد اشغال بحرین را به رسمیت بشناسد.
اما در فروردین ۱۳۴۹ با توافق دولت ایران و بریتانیا، نظرسنجی استقلال بحرین به جای همه‌پرسی زیر نظر نمایندهٔ دبیرکل سازمان ملل متحد در بحرین برگزار شد. گزارش نماینده که در آن ادعا شد قریب به اتفاق مردم بحرین خواستار استقلالند به تصویب شورای امنیت رسید و ۲۳ مرداد ۱۳۵۰ بحرین در بیانیه‌ای رسمی استقلال خود را اعلام کرد. نمایندهٔ دبیرکل که از ایران و انگلیس اختیار تمام گرفت از برخی قشرهای بحرین نظرخواهی کرده بود که خواهان کدام‌یکند: پیوستن به ایران، تحت حمایت بریتانیا بودن، استقلال.
تا پیش از کودتای ۱۲۹۹ ایران یازده بار در صدد بازگرداندن بحرین برآمد که به دلیل مخالفت دولت انگلیس ناکام ماند. از آن پس نیز تا سال ۱۳۴۶ هرگز از ادعای حق حاکمیت خود بر بحرین چشم نپوشید. هم‌زمان که بریتانیا اقدام‌های متفاوتی برای افزایش نفوذ خود در جزیره می‌کرد، ایران با اعتراض‌های رسمی و غیررسمی و گاه با اقدام‌های عملی و نامه‌نگاری پاسخ می‌گفت. ایران حتی به سازمان‌های بین‌المللی نیز شکایت کرد که بر اثر اشغال ایران در جنگ جهانی دوم به جایی نرسید. هم‌زمان حکومت آل‌خلیفه با وارد کردن عربهای سنی به بحرین می‌کوشید تا ترکیب جمعیتی را تغییر دهد.
در زمان محمدرضا پهلوی دو بار ماجرای بحرین جدی شد: یک بار سر ملی شدن صنعت نفت، یک بار هم در سال ۱۳۳۶ که به تصویب مجلس شورای ملی بحرین استان چهاردهم اعلام شد و در مجلس کرسی خالی برایش در نظر گرفتند، تا حدی در سال ۱۳۴۰ نقشه‌ای برای آزادسازی شبه‌نظامی بحرین در رده‌های پایین‌تر حکومتی مطرح بود که هرگز اجرا نگشت.
پس از زمستان ۱۳۴۶ که بریتانیا اعلام کرد تصمیم دارد تا سال ۱۳۵۰ از شرق سوئز نیروهایش را خارج کند در صدد برآمد که با تشکیل کشور امارات متصالحه که بحرین هم جزو آن بود جلو بازگشتنش به ایران را بگیرد. در نهایت انگلیسی‌ها با مذاکره‌های پشت‌پرده با شاه موفق شدند او را عقب بنشانند و در ۱۳۴۷ ناگهان نخستین بار در تاریخ کشور شاه اعلام کرد که حاضر است از حاکمیت بحرین چشم‌پوشی کند. سرانجام با هماهنگی ایران و انگلیس کار به دبیرکل سازمان ملل واگذار شد و نمایندهٔ سیاسی وی به جای همه‌پرسی تنها با نظرسنجی سه‌گزینه‌ای از چند قشر مردم بحرین در گزارش خود ادعا کرد که تقریباً همهٔ مردم بحرین خواهان استقلال از کشور ایران و تحت‌الحمایگی انگلیسند. برخی تاریخ‌نگاران این نظرسنجی را محدود به قشرهای نزدیک به حکومت بحرین و بریتانیا خوانده‌اند.
این گزارش باعث شد تا حزب پان‌ایرانیست دولت را استیضاح کند. فردای استیضاح، شورای امنیت برپایهٔ گزارش سازمان ملل قطعنامهٔ ۲۷۸ را در ۲۱ اردیبهشت ۱۳۴۹ برابر (۱۱ مهٔ ۱۹۷۰ میلادی) تصویب کرد. چندی بعد مجلس شورای ملی با ۱۸۷ رای موافق در برابر تنها چهار رای مخالف به دولت رای داد و با تصویب آن در مجلس سنا همه‌چیز به پایان رسید. حاکمان ایران و بحرین برخی مخالفان را در داخل سرکوب کردند. بحرین ۲۳ مرداد ۱۳۵۰ رسماً اعلام استقلال کرد و ساعتی بعد ایران نخستین کشوری بود که این استقلال را پذیرفت.
انگلیس در ازای بحرین سه جزیرهٔ ایرانی تنب بزرگ و کوچک و ابوموسی را که اشغال نظامی کرده بود، تخلیه و با ورود نمادین نیروهای ایران، به ایران بازگرداند.

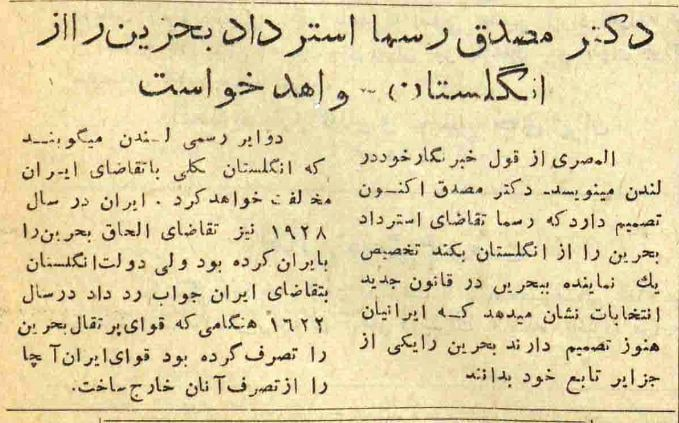
درخواست محمد مصدق برای استرداد بحرین از بریتانیا

## پیشینهٔ بحرین در ایران
به گواه سندهای تاریخی جزیرهٔ بحرین از دیرباز و پیش از اسلام جزو خاک ایران به‌شمار می‌رفته است.
همچنین در حملهٔ عمر بن خطاب به پارس، این جزیره از جمله منطقه‌هایی بود که در اوایل از پارس تصرف شد.
استعمارگران پرتغالی پس ار ورود به خلیج فارس، در این جزیره قلعه‌ای ایجاد کردند ولی بنی‌جبر که ملوک هرمز ایشان را به سرپرستی بحرین گماشته‌بودند سر از پیروی آنان برداشتند تا بعد که ملوک هرمز بدانجا لشکرکشی کردند. از ۹۲۸ تا ۱۰۱۰ هجری قمری که حکومت بحرین در اختیار خاندان فالی از شیعیان فارس بود، پرتغال و عثمانی کوشیدند تا نفوذ خود را در آن افزایش دهند.
از ۱۰۱۰ تا ۱۱۳۶ ه‍.ق بحرین را صفویان اداره می‌کردند تا اینکه پس از سقوط اصفهان تا آمدن نادرشاه حکومت به دست عربان محلی افتاد. در سال ۱۱۴۸ ه‍.ق بحرین به سلطهٔ افشاریان درآمد.
در ۱۱۶۰ یا ۶۱ شیخ احمد بن خلیفه از قبیلهٔ بنی‌عتبه که از نجد در مرکز عربستان به کویت مهاجرت کرده‌بود، به بحرین حمله کرد و با شکست سربازان ایرانی بر آن حاکم شد. از آن پس با حمایت همه‌جانبهٔ سیاسی و استعماری انگلیس، بحرین زیر سلطهٔ آل‌خلیفه درآمد.
بحرین هیچگاه زیر سلطه هیچ دولت منطقه‌ای به غیر از ایران نبود، بجز دورهٔ کوتاهی که استعمار پرتغال مدعی بحرین بود. مردم آنجا و حکام محلی همواره خود را تابع فارس می‌نامیدند و در دعاوی نیز به حکام فارس تظلم و دادخواهی می‌کردند. طبق قرارداد مجمل و مفصل انگلستان حاکمیت ایران بر تمام خلیج فارس را به رسمیت شناخت. دولت عثمانی که رقیب ایران بود نیز تنها بر مکه و مدینه تسلط داشت و همواره شمال عربستان را جزو مملکت فارس به رسمیت می‌شناخت؛ نقشهٔ رسمی دولت عثمانی گواه این موضوع است. البته از سال ۱۸۲۰میلادی و قدرت‌گیری استعمار انگلیس در منطقه اوضاع تغییر کرد.

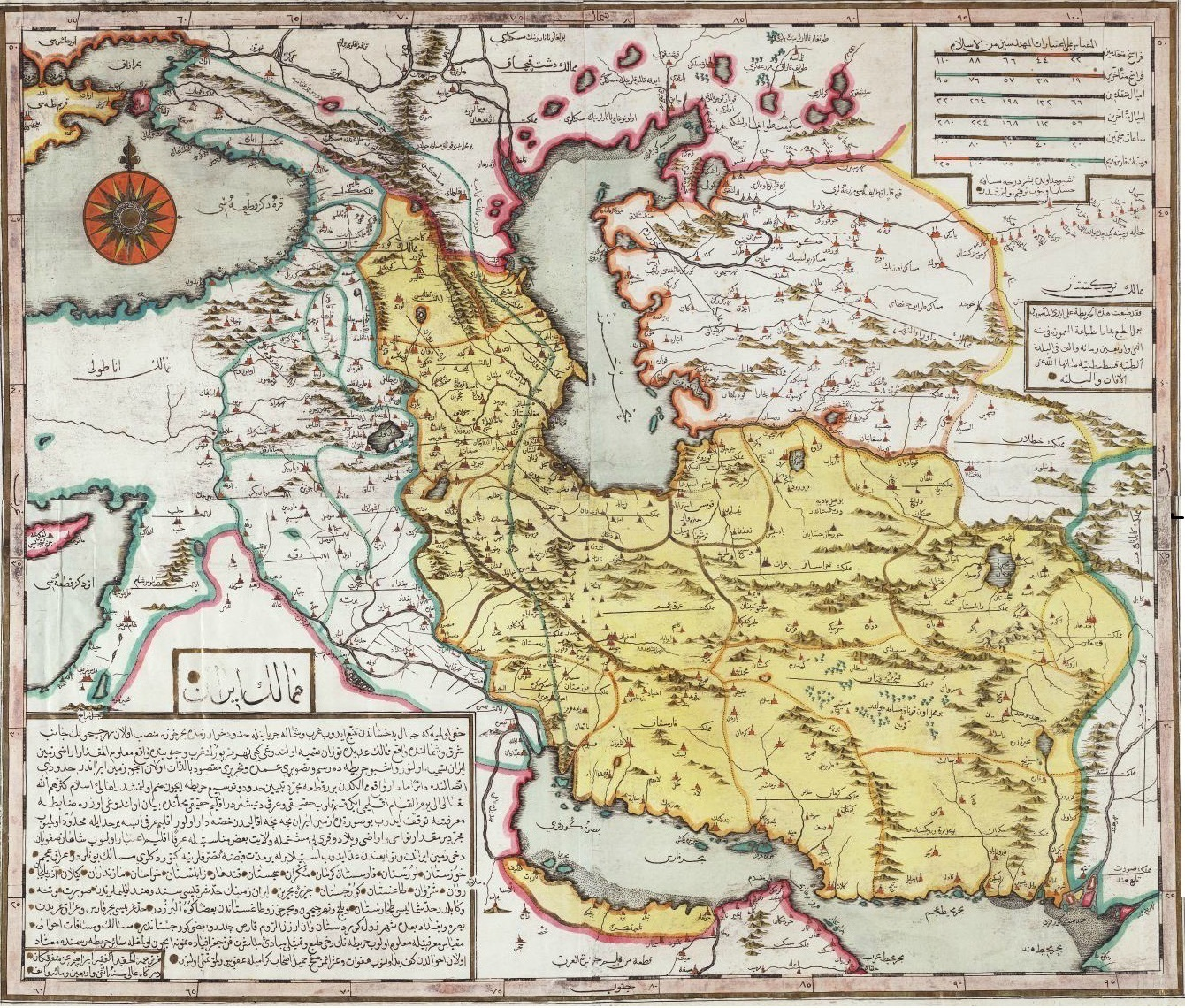
نقشهٔ دولتی عثمانی قطیف و بحرین جزو ایران

### اشغال و استعمار بحرین به دست بریتانیا
امپراتوری استعماری بریتانیا که به شاه عباس صفوی برای بیرون کردن پرتغالیان کمک کرده‌بود، از سال ۱۲۳۶ ه‍.ق به بهانهٔ مبارزه با دزدان دریایی و تحریم برده‌فروشی پایهٔ حضور مستقل خود در خلیج فارس را استوار کرد. به سال ۱۲۶۴ بریتانیا از شیخ محمد بن خلیفه آل خلیفه اجازه گرفت که همهٔ کشتی‌ها و مردم بحرین را وارسی کند. شیخ محمد برای نجات از انگلیس با والی فارس و پادشاه ایران نامه‌نگاری کرد و ضمن تمکین از حاکمیت ایران از ایران یاری خواست. بریتانیا هم بحرین را تصرف کرد و او را برکنار کرده برادرش شیخ عیسی بن علی آل خلیفه را روی کار آورد. شیخ عیسی با بریتانیا دو عهدنامه امضاء کرد که بی اجازهٔ بریتانیا با دولتی دیگر (ایران و عثمانی) رابطه پیدا نکند و تنها دولت بریتانیا در بحرین نماینده داشته‌باشد. این‌گونه شد که بحرین عملاً تحت‌الحمایه انگلیس گشت.
به گفته میرزا علی کازرونی، نماینده بوشهر در دوره چهارم مجلس شورای ملی در حدود سال ۱۲۹۶ هجری قمری (۱۲۵۸ خورشیدی) دولت عثمانی ادعای حاکمیت بر بحرین می‌کند و برای حل این مناقشه، مجمعی برای حکمیت در برلن با حضور نمایندگانی از دولتهای فرانسه و انگلیس تشکیل می‌شود و این مجمع رأی می‌دهد که جزیره بحرین متعلق به ایران است اما دولت انگلیس اظهار می‌کند که تا وقتی دولت ایران حتی چهار ناو جنگی در خلیج فارس ندارد، حفاظت از بحرین را عهده‌دار می‌شود.
تا کودتای ۱۲۹۹ ایران ۱۱ بار درصدد بازگرداندن حاکمیت خود بر جزایر بحرین برآمد و هربار با مخالفت بریتانیا شکست خورد. در شهریور ۱۳۰۱ ایران بهای تمبر برای مرسوله‌های پستی به بحرین را برابر سراسر کشور معین کرد. اسفند آن سال برخی از سرشناسان بحرینی در نامه‌ای از وزارت پست و تلگراف ایران درخواستند که خودْ دفتر پستی بحرین را به عنوان جزیره‌ای ایرانی اداره کند.
در آن سال حزب نجات بحرین برای «استخلاص بحرین از عناصر اجنبی و الحاق آن به کشور اصلی» به رهبری شیخ عبدالوهاب زیانی روحانی شیعهٔ بحرینی تشکیل شد. همزمان ۲۹ اسفند گروهی مشترک از نمایندگان وزارت خارجه و وزارت فوائد عامه تشکیل شد تا حاکمیت ایران بر جزیره را بازگرداند.
در ۲۵ فروردین ۱۳۰۲ (چهاردهم آوریل ۱۹۲۳) جمعی از نمایندگان مجلس شورای ملی طرحی پیشنهاد دادند که مردم جزیره بحرین یک نماینده برای مجلس انتخاب کنند و به تهران بفرستند. مبتکران این طرح شیخ علی صدرالاسلام نماینده زنجان، ابوالقاسم فیوضات و حاج محسن معتمدالتجار نمایندگان تبریز و سید یعقوب انوار نماینده شیراز بودند. در همان سال انگلیس در بحرین نمایندگی دایم (فرمانده سرزمینی) راه انداخت. باز هم در همین سال ۱۳۰۲ سر پرسی لورن سفیر بریتانیا در ایران تلاش می‌کرد تا دکتر محمد مصدق وزیر خارجهٔ وقت را متقاعد کند که ایران از ادعای خود دربارهٔ بحرین دست بردارد. مصدق در پاسخ گفته‌بود:

«با توجه به احساسات ملی موجود در باب این بخش باستانی از قلمرو ایران (جزایر بحرین که همیشه جزو استان فارس، شیعه مذهب و ایرانی‌الاصل بوده است) هیچ دولت ایرانی‌ای نمی‌تواند بدون یک دلیل مشخص دست از ادعای حاکمیت بر بحرین شسته یا در مورد آن کوتاه بیاید».

ازجمله شواهدی تاریخی که دولت ایران برای تأیید مالکیت خود بر بحرین ارائه کرد مدارکی بود دربارهٔ اینکه بریتانیا نیز حاکمیت ایران بر بحرین را به رسمیت شناخته‌بوده است. نخستین سند، قرارداد کاپیتان ویلیام بروس با حسینعلی میرزا فرمانفرما والی فارس بود که در ۱۲ ذیحجه ۱۲۳۶ (شهریور ۱۲۰۰) منعقد شده‌بود. در قرارداد اذعان شده بود که جزیرهٔ بحرین همیشه متعلق به دولت ایران و جزو ایالت فارس بوده است. اما در پاسخ بریتانیا آمده‌بود که علت اصلی احضار کاپیتان بروس و عدم شناسایی رسمی قرارداد تأیید حاکمیت شاه ایران بر بحرین ثبت شده‌بود.
در سال ۱۳۰۳ در مطبوعات و صحن مجلس شورای ملی پیشنهاد شد که برای نمایندگی مردم بحرین در مجلس فکری اساسی شود.
به سال ۱۳۰۶ انگلیس با عربستان سعودی دربارهٔ بحرین و قطر و امارات متصالحه قراردادی امضاء کرد. ایران از تجاوز به تمامیت سرزمینی خود، از این قرارداد به جامعهٔ ملل شکایت کرد. همچنین در نامه‌ای به سر رابرت کلاویو وزیر خارجهٔ بریتانیا در اول آذر نوشت:

«مالکیت ایران بر بحرین محرز… است و… [مادهٔ ۶ معاهده] تا درجه‌ای که مربوط به بحرین است، برخلاف تمامیت ارضی ایران و با مناسبات حسنه‌ای که همیشه بین دو دولت هم‌جوار موجود بوده است، منافات دارد. علی‌هذا دولت ایران به این قسمت از معاهدهٔ مذکور جداً اعتراض و انتظار دارد که اولیای دولت انگلیس به زودی اقدام‌های لازم را در رفع آن اتخاذ فرمایند».

شکایت‌نامهٔ ایران را در دوم آذر نخست‌وزیر مخبرالسطنه هدایت به دبیرخانهٔ جامعهٔ ملل واگذار کرد و «برای حفظ حقوق مسلّم ایران نسبت به جزایر بحرین» رونوشت اعتراض‌نامهٔ به انگلیس را نیز فرستاد. دادخواهی ایران در مهٔ ۱۹۲۸ میلادی در صفحهٔ ۶۰۵ روزنامهٔ جامعهٔ ملل چاپ شد.
با انکار حاکمیت ایران از سوی انگلیس دوباره در یازدهم مرداد ۱۳۰۷ به شارژ دافر آن کشور در تهران یادداشتی فرستاد که هرگز دولتی مستقل به نام بحرین نبوده و ایران هم هیچ‌گاه از حقوق خود بر بحرین صرف‌نظر نکرده است پس قراردادهای بریتانیا با شیوخ محلی نمی‌تواند مانع تداوم حاکمیت ایران بر بحرین شمرده شود.
در اوائل سال ۱۳۰۹ دولت ایران پس از آنکه اطلاع پیدا کرد که چندی قبل، کنسرسیومی انگلیسی امتیاز استخراج منابع نفت بحرین را گرفته و اقدام به عملیات استخراج نفت کرده، به دولت انگلستان اعتراض کرد که اقدام آن کنسرسیوم «ناقض حقوق حاکمیت و سلطنت ایران» است و دولت ایران «امتیاز ادعائی را از درجه اعتبار ساقط دانسته و کلیه حقوق خود را در مطالبه و استرداد منافع متصوره و جبران خسارات وارده محفوظ می‌دارد». رونوشتی از این اعتراض به اطلاع کلیه دولتهای عضو جامعه ملل نیز رسانده شد.
در سال ۱۳۱۰ انگلیس با واداشتن شیخ بحرین به امضای قراردادی تازه تسلط خود بر جزیره را افزود. دولت ایران نامه‌ای سرگشاده به امضای عبدالحسین تیمورتاش وزیر دربار رضاشاه به رابرت کلاویو نوشت: «اصل احترام به حقوق و منافع مشروع تمامِ دُوَل در حقوق بین‌الملل عمومی… اقتضاء دارد که دولت بریتانیا به ایران حق بدهد که سرزمین‌هایی را که مالکیت ایرانی آن‌ها شناخته شده است، رسماً مطالبه کند».
در سال ۱۳۱۲ شرکت آمریکایی استاندارد اویل نیز در امتیاز کنسرسیوم انگلیسی شریک شد و به حفاری و استخراج نفت در بحرین پرداخت. این بار، وزارت امورخارجه ایران در اول خرداد ۱۳۱۳ یادداشت اعتراضی به سفارت آمریکا در تهران فرستاد و خاطر نشان کرد که «هر گونه امتیازی که در جزایر بحرین به شرکت استاندارد اویل یا هر شرکت دیگری از طرف ایران داده نشده باشد، از درجه اعتبار ساقط و دولت ایران قویاً و جداً به آن معترض می‌باشد». در این یادداشت از سفارت آمریکا خواسته شد اعتراض دولت ایران به اطلاع دولت آمریکا رسانده و از آن دولت خواسته شود که این اعتراض را به شرکت استاندارد اویل ابلاغ کند. این اعتراض به اطلاع جامعه ملل نیز رسانده شد.
در سال ۱۳۱۴ بریتانیا پایگاهی برای نیروی دریایی خویش در بحرین درست کرد و با آغاز جنگ جهانی دوم فرصت مذاکرهٔ دیپلماتیک از ایران گرفته شد. چون بحرین مستعمرهٔ بریتانیا به‌شمار می‌رفت جنگنده‌های آلمان و ایتالیا از متحدان تأسیسات بحرین را بمب‌باران کردند. به علت ضعف جامعهٔ ملل و اشغال ایران به دست متفقین در شهریور ۱۳۲۰ شکایت‌های ایران به جایی نرسید.
پس از پایان جنگ جهانی دوم و خروج نیروهای انگلیسی از ایران، صداهای بازگرداندن حاکمیت بحرین به ایران بار دیگر میان مردم و مطبوعات و در مجلس برخاست. در این میان بیش از همه عباس اسکندری نماینده همدان فعال بود. اسکندری و ۲۴ نماینده دیگر در ۲۶ فروردین ۱۳۲۷ ماده واحده‌ای با یک فوریت در دستور کار مجلس شورای ملی گذاشتند که دولت را موظف به بسط حاکمیت خود در بحرین و تکمیل سازمان اداری این جزیره می‌کرد. امضاکنندگان، طرح خود را مستند به «شکایات متواتری که از طرف اهالی بحرین برای عدم توجه کامل اولیای دولت مرکزی نسبت به مجمع الجزایر مزبور واصل گردیده و لزوم فوری استقرار پاسگاه‌ها و تهیه موجبات رفاه اهالی و بسط امنیت در آن سامان» اعلام کرده بودند.
از حدود ۱۳۴۰ با افزایش فعالیت‌های انقلابی عربان کرانهٔ خلیج فارس در سال‌های ۱۳۴۱ تا ۱۳۴۲ حاکمان ایران به هراس افتادند، حضور نظامی بریتانیا در منطقه و بندر عدن تا حدی این ترس را می‌کاست.
پیرو جنگ‌های داخلی یمن، در سال ۱۳۴۵ بریتانیا پایگاه نظامی‌اش را از عدن به بحرین آورد و قدرتش را در بحرین افزود. در پی آن جمهوری دموکراتیک خلق یمن (یمن جنوبی) که کشوری سوسیالیست افراطی بود تشکیل شد. یمن جنوبی حامی جنبش‌های انقلابی چپگرای منطقه شد و با ایران و کشورهای میانه‌رو عرب مقابله و مخالفت کرد. بدین ترتیب با آمدن نیروهای انگلیس به بحرین آنجا پایگاه مهم انگلستان در شرق سوئز و خلیج فارس مطرح شد.
هنگامی که زمستان ۱۳۴۶ انگلیس اعلام کرد تا پایان سال ۱۳۵۰ (۱۹۷۱ میلادی) نیروهای خود را از شرق سوئز بیرون خواهد برد، دولت ایران از این تصمیم استقبال و اعلام کرد که از حق حاکمیت خویش بر بحرین منصرف نشده است. بریتانیا پیشنهاد داد که کشوری فدرال به نام امارات عربی با نه شیخ‌نشین از جمله بحرین پس از خروج انگلیسی‌ها تشکیل شود. ایران این کار را توطئهٔ جدید استعمار خواند و با آن مخالفت کرد. ولی از آن‌سو شیخ بحرین با ابراز ناخشنودی از خروج نیروهای بریتانیا، ادعای مالکیت ایران را مشکلی امنیتی برای آیندهٔ مجمع‌الجزایر دانست بنابراین حل مشکل را پیوستن به این حکومت فدرال دانست. اردشیر زاهدی وزیر خارجهٔ وقت در هفدهم تیر ۱۳۴۷ در بیانیه‌ای شدیداللحن اعلام کرد: «ایجاد چیزی به نام فدراسیون امارات خلیج فارس با شرکت جزایر بحرین از دیدگاه ایران مطلقاً قابل قبول نیست».
مذاکره‌های آشکار و پنهان ایران و بریتانیا و عربستان سعودی و آمریکا باعث شد ایران تا حدی از حق حاکمیت بحرین کوتاه آید و عقب‌نشینی سیاسی کند. در حالی که از سال ۱۳۰۱ تا ۱۳۴۶ هرگز از اعلام رسمی حاکمیت خود بر بحرین کوتاه نیامده‌بود.

## فرایند جدایی از ایران

### روزشمار
روزشمار جدا کردن بحرین از ایران و پس‌گیری سه جزیره
- ۲۱ اردیبهشت ۱۳۴۶: شاه ایران در مصاحبه‌ای گفت که ایران حضور جمال عبدالناصر را در خلیج فارس تحمل نمی‌کند.
- ۱۸ تیر ۱۳۴۷: ایران به شرکت بحرین در فدراسیون پیشنهادی امارات عربی خلیج فارس، اعتراض کرد.
- ۲ آبان ۱۳۴۷: ایران و عربستان قراردادی امضاء کردند دربارهٔ اختلاف‌های خود بر سر جزیره‌های آبی
- ۲۳ شهریور ۱۳۴۸: شاه ایران در مصاحبه‌ای اعلام کرد که ایران از حاکمیت خود بر بحرین صرف‌نظر می‌کند
- ۱۸ اسفند ۱۳۴۸: شاه ایران از سازمان ملل درخواست کرد که بین بحرین و ایران میانجی‌گری کند و تصریح کرد که هر نظری که دبیرکل سازمان ملل ابراز کند، خواهد پذیرفت
- ۹ فروردین ۱۳۴۹: تحویل گزارش اردشیر زاهدی وزیر امور خارجه دربارهٔ بحرین و مراجعه به سازمان ملل متحد به مجلس شورای ملی
- ۱۰ فروردین ۱۳۴۹: هیئتی از طرف سازمان ملل برای نظرخواهی از مردم بحرین وارد منامه شد.
- ۲۱ فروردین ۱۳۴۹: نمایندگان سازمان ملل گزارش خود را دایر به استقلال بحرین به دبیرکل ارائه دادند.
- ۱ اردیبهشت ۱۳۴۹: استیضاح دولت توسط گروه پان‌ایرانیست در مجلس شورای ملی
- ۲۲ اردیبهشت ۱۳۴۹: شورای امنیت استقلال بحرین را تصویب کرد.
- ۲۴ اردیبهشت ۱۳۴۹: گزارش دولت ایران توسط امیرعباس هویدا نخست‌وزیر و دکتر عباسعلی خلعتبری قائم‌مقام وزارت امور خارجه از نتیجهٔ مراجعهٔ ایران به سازمان ملل برای حل مسئلهٔ بحرین به مجلس شورای ملی با ۱۸۷ رأی موافق و ۴ رأی مخالف از ۱۹۱ نمایندهٔ حاضر تصویب شد.
- ۲۸ اردیبهشت ۱۳۴۹: تصویب گزارش در مجلس سنا با همهٔ رای‌ها (۶۰ رای)
- ۲۴ خرداد ۱۳۴۹: شیخ خلیفه بن سلمان آل خلیفه رئیس شورای دولتی بحرین وارد تهران شد.
- ۸ تیر ۱۳۴۹: روادید ورود اتباع بحرینی به ایران لغو شد.
- ۵ آذر ۱۳۴۹: ارتش انگلیس خلیج فارس را تخلیه کرد.
- ۲۸ آذر ۱۳۴۹: حاکم بحرین وارد تهران شد.
- ۳ دی ۱۳۴۹: امضای قرارداد اولیهٔ تحدید حدود فلات قاره بین ایران و بحرین.
- ۶ تیر ۱۳۵۰: هویدا اعلام کرد که اگر مسئلهٔ جزیره‌های ایرانی خلیج‌فارس با مسالمت حل نشود، آن‌ها را با قدرت نظامی پس خواهیم گرفت.
- ۲۳ مرداد ۱۳۵۰: اعلام استقلال بحرین از سوی شیخ بحرین و تبریک گفتن آن از سوی شاه ایران به فاصلهٔ چند ساعت.
- ۳۱ شهریور ۱۳۵۰: پذیرفته شدن بحرین به عضویت سازمان ملل متحد.
- ۹ آذر ۱۳۵۰: ارتش ایران، حاکمیت کشور را بر جزیره‌های ایرانی دهانهٔ خلیج‌فارس در رزمایشی که منجر به گرفتن ابوموسی از شارجه و تنب‌ها از رأس‌الخیمه شد، تثبیت کرد. پس از پیاده‌شدن سربازان ایرانی در این جزیره‌ها، ساکنان تنب بزرگ به دل‌خواه خود از آن جزیره خارج شدند و فقط هفت نفر هندی در آن‌جا باقی ماندند. شیخ شارجه دربارهٔ ابوموسی با ایران توافق کرد.
- ۱۹ آذر ۱۳۵۰: شورای امنیت برای رسیدگی به شکایت پنج کشور عربی (عراق، کویت، لیبی، الجزایر، یمن جنوبی) از ایران دربارهٔ اشغال جزیره‌های ایرانی تشکیل جلسه داد.
- ۵ فروردین ۱۳۵۱: انگلستان برای کشف و تولید نفت در دریای شمال با ایران قرارداد شراکت ۵۱–۴۹ درصد بست.
- ۸ آذر ۱۳۵۴: هویدا برای پاره‌ای مذاکرات مهم به بحرین رفت.
- ۱۵ آذر ۱۳۵۴: شیخ زاید رئیس امارات متحده به تهران آمد.

### آغاز جدایی‌خواهی در بحرین
جدایی‌خواهی جزیرهٔ بحرین از زمانی آغاز شد که این جزیره در سال ۱۸۹۲ میلادی (۱۲۷۰–۷۱) تحت سلطهٔ کامل بریتانیا درآمد. پیش از این نیز بریتانیا در صدد بود تا با قراردادهای گوناگون بحرین را زیر چتر حاکمیت خود درآورد. در سال ۱۸۹۵ میلادی (۱۲۷۳–۷۴) مردم بر ضد عیسی بن علی آل خلیفه نخستین حاکم آل‌خلیفه نخستین قیام مردم را شکل دادند که با دخالت سرهنگ آرنولد ویلسون نمایندهٔ انگلیس در خلیج فارس سرکوب شد و ناراضیان به زباره در شمال قطر تبعید شدند. این اقدام و پیامدهایش موجب بیش از یک سده کشمکش میان بحرین و قطر شد.
سال‌های بعد به‌ویژه در پی انقراض دودمان قاجار و طرح ادعاهای ارضی رضاشاه مردم بحرین به ایران تمایل یافتند. این باعث شد تا انگلیس در ۱۹۲۳ میلادی (۱۳۰۲–۰۳) عیسی بن علی را برکنار کرده چارلز بلگریو را در سال ۱۹۲۶ میلادی (۱۳۰۵–۰۶) مشاور امیر بحرین کنند. اقدام‌های این فرد -که در بحرین نفوذ بسیاری داشت- باعث نفرت عمومی شد و با نخستین اعتراض مردمی از بحرین خارج شد.
کمی پس از برکناری عیسی بن علی انگلیس پایگاه نظامی خود را از بندر باسعیدو در قشم به بحرین آورد و نمایندگی سیاسی خود در خلیج فارس را از بوشهر به همین‌جا منتقل نمود. همان هنگام حاکمان بحرین برای تغییر بافت جمعیتی آنجا به عربِ سنی از کشورهای عرب خواستند که نیروهای سنی‌مذهب خویش را به بحرین بفرستند. این اقدام درگیری‌های مذهبی میان شیعه و سنی در پی داشت.
بسیاری از مردم بحرین ایرانی بودند. بر اساس آمارهای بریتانیا تا پایان دههٔ ۱۹۸۰ میلادی (حدود دههٔ ۱۳۶۰) ۲۰٪ ساکنانش ایرانی‌تبار بودند که در بخش‌های گوناگون مشغول کار بوده‌اند.
پس از جنگ جهانی دوم تظاهرات فراگیر شد و به جنبشی عمومی و ضداستعماری تبدیل شد. انگلیس برای جلوگیری از مردم به اختلاف‌های مذهبی شیعه و سنی دامن زد که در دههٔ ۱۹۵۰ میلادی (حدود دههٔ ۱۳۳۰) بحرین را چند بار تا آستانهٔ جنگ‌های داخلی برد. در سال ۱۹۵۳ میلادی (حدود ۱۳۳۲) شیعیان بحرین در پی افزایش سریع مهاجرت کارگران سنی عرب برای تغییر بافت جمعیت شورش کردند. پس از چندی رهبران گروه‌ها با شکل‌دادن «کمیتهٔ وحدت ملی» (به عربی: لجنة الاتحاد الوطنی) به آرامشی نسبی رسیدند. همچنین جنگ آبراه سوئز و هجوم بریتانیا به مصر باعث افزایش تنفر عربان خلیج فارس از جمله بحرین از انگلیس و ترویج احساسات ناسیونالیستی عربی شد که غالباً پلیس غیربومی بحرین سرکوبش می‌کرد.

### بازطرح حق حاکمیت ایران بر بحرین
در دوران پادشاهی محمدرضا پهلوی در دو برهه مسئلهٔ حاکمیت ایران بر بحرین جدی‌تر شد: یکی هنگام ملی شدن صنعت نفت که شرکت نفت بحرین نیز در فهرست شرکت‌هایی بود که در لایحه در ۱۳۲۹ تقدیم مجلس شده‌بود، یکی هم در سال ۱۳۳۶ که هیئت وزیران با حضور شاه لایحه‌ای را آماده کردند که به روشنی حق مالکیت ایران بر بحرین را نشان می‌داد.
در نهضت ملی شدن صنعت نفت لایحهٔ ملی کردن صنعت نفت که اسفند ۱۳۲۹ تصویب شد شامل ملی کردن شرکت نفت بحرین هم می‌شد. در پی بیرون راندن انگلیسی‌ها از ایران و خلع ید از شرکت نفت ایران و انگلیس، تومارهای بسیاری از بحرین به امضای طبقه‌های مختلف مردم بحرین به تهران می‌رسید. دکتر مصدق می‌خواست پس از حل مسئلهٔ نفت اقدام به بازگرداندن بحرین نماید. البته در مرداد ۱۳۳۲ کودتا شد و مصدق تبعید گشت.

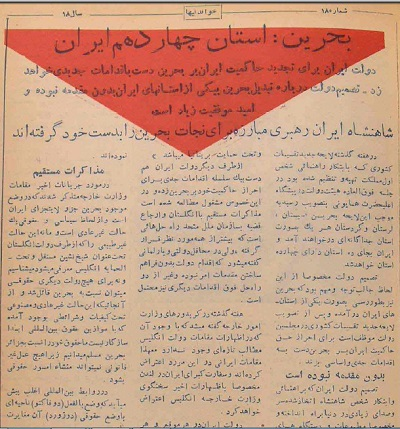
بازنشر اعلام استان چهاردهم بودن بحرین در مجلهٔ خواندنیها

در سال‌های بعدی ادعاهای تاریخی ایران در مورد حاکمیت بر بحرین جدی شد.
در سال ۱۹۵۶ میلادی (حدود ۱۳۳۵) رویدادهایی در بحرین واقع شد که به اعلام وضع غیرعادی و دستگیری تعداد زیادی از ایرانیان مقیم جزیره انجامید. ایران بی‌درنگ واکنش نشان داد و وزیرخارجه در آوریل ۱۹۷۶ (حدود اردیبهشت ۱۳۳۵) طی مصاحبه‌ای مطبوعاتی حاکمیت ایران بر بحرین را از ابعاد مختلف حقوقی و تاریخی تأیید گردد.
مجلس شورای ملی در آبان ۱۳۳۶ لایحه‌ای را تصویب کرد که به موجب آن در دوران نخست‌وزیری منوچهر اقبال بحرین استان چهاردهم ایران اعلام شد و دو کرسی خالی برای نمایندگان «استان چهاردهم» در نظر گرفته شد. هیئت دولت با حضور شاه لایحهٔ جدید تقسیمات جدید کشوری را برای تقدیم به مجلس آماده کرده‌بود.
شوروی اعلان حاکمیت ایران بر بحرین را رسمی تأیید کرد ولی انگلیس بلافاصله رد کرد که با استقبال کشورهای عرب روبه‌رو شد. این اقدام و تهدید ایران به تحریم هر سازمان و مجمعی بین‌المللی که بحرین را به رسمیت بشناسد، موضوع را پیچیده کرد.
بریتانیا بدین لایحه اعتراض نمود و اعلام کرد که بحرین کشوری مستقل عرب است و نمایندگان مجلس عوام بریتانیا نیز تکرار کردند.
علیقلی اردلان وزیر خارجهٔ وقت در پاسخ به اعتراض نمایندگان مجلس عوام انگلیس به لایحهٔ ایران گفت که حق حاکمیت ایران بر بحرین از اواخر قرن هجدهم به بعد تنها بر مبنای ادعای محض نبوده است، بلکه «در واقع و بنا به دلایل و شواهد عینی، ایران بر بحرین حکومت می‌رانده است و شیوخ [بحرین] نیز هر زمان که آزاد بوده‌اند و حکومت مرکزی [ایران] نیز قدرتمند بوده است، خودشان را خراجگزار و تابع حکومت ایران دانسته‌اند». وی در پاسخ به اعتراض دولت‌های عرب اعلام کرد «برادران عرب ما باید بدانند که بحرین جزئی از پیکر ماست و مسئلهٔ بحرین از جمله منافع حیاتی ایران به‌شمار می‌آید».
حتی سید مهدی فرخ معتصم‌السلطنه استاندار بحرین تعیین شد و در خیابان شاه ساختمانی مرکز استانداری بحرین شد.
شاه دوم مرداد ۱۳۳۸ در دهمین جلسهٔ مصاحبهٔ مطبوعاتی مدیران و سردبیران روزنامه‌ها و مجله‌های کشور گفت: «بحرین مال ما و متعلق به ماست. منتها فعلاً این اشکال در کار هست که شخصی به عنوان حاکم این جزیره وارد معاهداتی شده و بعضی⁭ها [انگلیسی⁭ها] هم در مقابل او تعهداتی به گردن گرفته⁭اند».
اردشیر زاهدی که تا قبل از سال ۱۳۴۷ سفیر ایران در بریتانیا بود، در کتاب خاطرات خود چنین نوشته است: «هنگامی‌که سفارت انگلیس را برعهده داشتم، برای شرکت در یک مهمانی به قصر ملکهٔ انگلیس دعوت شدم. منوچهر ظلی و دکتر ظلی در کاخ ملکه پیش من آمدند و گفتند: سفیر بحرین در این مهمانی شرکت دارد. گفتم: من به عنوان سفیر ایران، چون بحرین را بخشی از قلمرو کشورم می‌دانم، همین الان قصر را ترک می‌کنم. ملکهٔ انگلیس، در همان موقع وارد می‌شد، رئیس کل تشریفات و مارشال کور دیپلماتیک آمدند و به من گفتند که این جریان در تاریخ انگلیس سابقه نداشته، گفتم این موضوع در تاریخ ایران هم سابقه نداشته.»
شاه در مارس ۱۹۶۸ میلادی (حدود اسفند ۱۳۴۶) سفر خود به عربستان سعودی را در اعتراض به این کشور که از حاکم بحرین به‌عنوان رئیس کشوری در دیدار از عربستان استقبال کرده بود، لغو کرد.
موضع حاکمیتی ایران پیوسته ادامه داشت.
۱۸ تیر ۱۳۴۷ ایران به شرکت دادن بحرین در «فدراسیون خلیج فارس» اعتراض کرد.

#### نقشهٔ آزادسازی بحرین
پس از درگذشت شیخ سلمان در سال ۱۳۴۰ و سر کار آمدن شیخ عیسی زیر نظر بریتانیا، ایران به جنب‌وجوش افتاد.
ساواک در زمان ریاست سپهبد تیمور بختیار با هم‌اندیشی فعالان حزب پان‌ایرانیست طرحی ریختند که بحرین را به تصرف نیروهایی ایرانی درآورند.
قرار بود هم‌زمان با تبلیغات وسیع بیرون و درون جزیره، بحرینی‌ها را به ضرورت پیوستن رسمی به ایران تشویق کنند و در ایران و بحرین تظاهرات‌هایی در حمایت از این اقدام انجام شود. سپس مأموران ساواک در قالب مسافر و گردشگر و بازرگان به بحرین اعزام شوند و هم‌زمان با تقویت نیروی دریایی، روزی مشخص شاه و سپهبد بختیار و برخی دیگران و نیز فرماندهان نظامی با یک فروند هواپیما به منامه سفر کنند و در میان استقبال پرشور بحرینیان و ایرانیان مجاور وارد خاک بحرین شوند و در عمل بحرین را به تصرف نیرهای ایرانی درآورند.
آن سال هفته‌نامهٔ تهران مصور به مدیریت مهندس عبدالله والا نوشت که اگر تیمور بختیار به نخست‌وزیری رسد «آزادی بحرین یکی از برنامه‌های ایشان خواهد بود».
نقشهٔ «آزادسازی» را نخستین بار سپهبد حاجیعلی رزم‌آرا که در بهار ۱۳۲۹ نخست‌وزیر شد در سر می‌پرورانید. وی که قصد کودتا علیه شاه و جمهوری کردن ایران را داشت، می‌خواست با آرام‌سازی و تنش‌زدایی دولت‌های بریتانیا و آمریکا و شوروی را با خود هماهنگ سازد و با موضعی معتدل حقوق ایران را در مسئلهٔ ملی کردن نفت و تثبیت حاکمیت ایران بر بحرین به نتیجه رساند.
اسداللّه علم که زمان رزم‌آرا وزیر کار بود، همین برنامه را در زمان نخست‌وزیریش -پس از برکناری منوچهر اقبال در تیر ۱۳۴۱ و پیش از روی کار آمدن حسنعلی منصور در اسفند ۱۳۴۲- در نظر داشته است و حتی به سفیر انگلیس هم گفته‌بود: «بگذارید این جزیره‌ها را با اعزام ایرانی‌ها به آن‌جا، ایرانی بکنیم و شما هم چشم روی هم بگذارید».
هرچند شاه اصلاً تمایلی به اقدام نظامی نداشت و در توان خود نمی‌دید. شاه از قدرت نیروهای استعمارگر بریتانیا، ورود سازمان ملل به قضیه، اتحاد کشورهای عرب ضد ایران می‌هراسید.

##### واکاوی
روش اقدام نظامی برای تثبیت حق حاکمیت پیشتر در برخی کشورها صورت پذیرفته بود؛ مثلاً ایران برای تثبیت حق حاکمیت خود بر اروندرود با رزمایش در اردیبهشت ۱۳۴۹ به رغم دعوی عراق بر شط‌العرب، با پشتیبانی نیروی هوایی کشتی ابن‌سینا را از اروند وارد خلیج فارس کرد و پیروز شد. صدام حسین که ادعای حاکمیت کویت را داشت پس از حمله بدانجا با حملهٔ آمریکا ناکام ماند. دولت آرژانتین در اردیبهشت ۱۳۶۱ برای تثبیت حق حاکمیت خود بر جزایر فالکلند جزیره‌ها را تصرف کرد. البته با لشکرکشی دولت مارگارت تاچر و غرق کردن کشتی آرژانتینی بلگرانو ارتش آرژانتین را وادار به عقب‌نشینی کرد. آرژانتین هنوز بر حق حاکمیت خود اصرار دارد.
پیشینهٔ حاکمیت ایران بر بحرین مانند حاکمیت آرژانتین بر جزیره‌های فالکلند بود. البته با توجه به منفور بودن چهرهٔ بریتانیا در غرب آسیا از مصر تا پاکستان و بنگلادش حتی در صورت ورود ایران به بحرین شکست نظامی ایران از بریتانیا در بحرین هم، ایران علاوه بر کسب محبوبیت می‌توانست در مجمع‌های بین‌المللی و با کمک مخالفان انگلیس او را محکوم کند و حداقل همچنان ادعای حق حاکمیت خود بر بحرین را ادامه دهد.
ماجرای بحرین را می‌توان با موردهای مشابه سنجید. حاکمیت ایران بر جزیرهٔ بحرین از حاکمیت بر اروندرود استوارتر بود، زیرا در باب بحرین پیمان‌نامه‌ای در کار نبود. همچنین در ماجرای استقلال افغانستان از ایران، گرچه انگلیس هنگامی که زمان محمدشاه قاجار ایران هرات را با سرداری سلطان مرادمیرزا حسام‌السلطنه وارهاند با رزمایش نظامی بریتانیا در خلیج پارس به ایران هشدار عقب‌نشینی داد، ولی بریتانیا از آن هنگام بسیار ضعیف‌تر شده‌بود؛ افزون بر این تصمیم بر این بود که انگلیس سال ۱۳۵۰ از شرق آبراههٔ سوئز عقب نشیند و نیز در آستانهٔ تشکیل امارات متحدهٔ عربی بود. آمریکا نیز تنها یک پایگاه نیروی دریایی در بحرین داشت و در خلیج فارس هیچ ادعایی نداشت و تنها در پی جلوگیری نفوذ شوروی بود و شاید با توافق ایران و آمریکا مبنی بر ماندن پایگاه آمریکایی در آنجا بر سر مسئلهٔ بحرین با ایران درگیر نمی‌شد. از منظر بین‌المللی نیز با توجه به اینکه پایهٔ سازمان ملل بر استعمارزدایی بود و پیشینهٔ حاکمیتی ایران بر بحرین اوضاع به سود ایران بود.
استدلال اصلی حامیان واگذاری بحرین مانند امیرعباس هویدا، اسدالله علم، عباس مسعودی، علی‌نقی عالیخانی نامشروع دانستن توسل به نیروی نظامی برای حل مشکل بین‌المللی و لزوم مراجعه به شورای امنیت بود. این در حالی است که اولاً نظام ایران در درگیری‌های سیاسی با مخالفان درونی به جای مذاکره از زور استفاده می‌کرد، مانند دستگیری‌های گستردهٔ سران احزاب ملی و روحانیان مشهور و دانشجویان هنگام همه‌پرسی انقلاب سفید؛ دو دیگر ایران در سطح بین‌الملل نیز در چند مورد از نیروی نظامی بهره جست، از جمله تصرف جزیرهٔ ابوموسی و نیز لشکرکشی به کشور عمان برای سرکوب شورش ظفار به درخواست آمریکا بی هیچ مجوزی بین‌المللی آن هم با هزینهٔ ایران.

#### پذیرش همه‌پرسی کردن در بحرین
محمدرضا شاه در مصاحبه با روزنامه گاردین لندن در شهریور ۱۳۴۵ گفته‌بود: «بحرین با توجه به اینکه ذخایر مروارید در سواحل آن به پایان رسیده است، از نظر ایران اهمیتی ندارد.». انگلیس به ذهن شاه چنین القا می‌کردند که بحرین فقیر است و ایران می‌تواند از حاکمیت خود دست بردارد، و ماندن بحرین با ایران هزینه‌اش از سودش بیشتر است.
سر دنیس رایت سفیر وقت انگلیس در گزارش تلگرافی ۵۹۲ در ۱۳ فروردین ۱۳۴۷ به دولت انگلستان نوشت که شاه تمایلی به به‌کارگیری نیروی نظامی برای اشغال بحرین ندارد ولی برای ملاحظهٔ افکار عمومی نمی‌تواند از ادعای مالکیت بحرین بی امتیازی دیگر دست بردارد. چند روز بعد در ۱۸ فروردین در گزارش ۶۱۱ نوشت که دربارهٔ جزیره‌های ایرانی خلیج فارس با شاه ملاقات کرده است و او را از پیوستن بحرین به اتحادیه امارات متصالحه ناخشنود یافته است.
شاه جای دیگر نیز اعلام کرده‌بود که ایجاد این فدراسیون چیزی جز یک اقدام استعماری و امپریالیستی و تلاش برای بازگشت انگلیس به منطقه از در پشتی نیست. شاه هشدار داد که در صورت لزوم برای حفظ منافع تاریخی و حقوق سرزمینی خود، قدرتمندانه اقدام خواهد کرد، ولی در عمل اقدامی نکرد.
با فشار و القای بریتانیا نهایتاً شاه از موضع‌های پیشین خود کوتاه آمد. موضع‌گیری بی‌سابقهٔ شاه نخستین گام چشم‌پوشی رسمی ایران از حاکمیت بحرین بود.
۲ آبان ۱۳۴۷ ایران پس دیدار رسمی شاه از عربستان و مذاکره‌های دو طرف، نخستین توافق مهم در حل اختلافات دیرین دو کشور بر سر مرز فلات قاره و مالکیت جزیره‌های فارسی و عربی امضاء شد و باعث شد ایران دربارهٔ بحرین عقب‌نشینی کند.
وی در دی ماه در طی دیدارش از هندوستان گفت: «اگر مردم بحرین مایل نباشند به کشور ما ملحق شوند هرگز به زور متوسل نخواهیم شد و هر کاری که بتواند ارادهٔ مردم بحرین را به نحوی که نزد همه جهانیان به رسمیت شناخته شود نشان دهد، خوب است.».
وی در فرودگاه دهلی در پاسخ به خبرنگاران گفت: «اگر انگلیسی‌ها از در جلو خارج می‌شوند، نباید از در عقب وارد شوند، و ما نمی‌توانیم قبول کنیم که جزیره‌ای که توسط انگلستان از کشور ما جدا شده توسط آن‌ها ولی به حساب ما، به دیگران واگذار شود.» (مفهوم این سخن را هیچ‌کس نفهمید). وی افزود: «سازمان ملل متحد سه پرسش را برای مردم بحرین مطرح کرده است: ۱) رأی به بازگشت به ایران ۲) رأی به باقی ماندن در تحت‌الحمایگی انگلستان؛ ۳) رأی به استقلال بحرین.». شاه در پاسخ به خبرنگاری که از او پرسیده‌بود اگر مردم بحرین رأی به استقلال بدهند، آیا می‌پذیرید؟ پاسخ داد: «من که نمی‌توانم در کنار هر یک از مردم بحرین یک سرباز بگمارم که شورش نکنند.»
شاه در سال زمستان ۱۳۴۸ بار دیگر اعلام کرد در مصاحبه‌ای خواستار شد که مسئلهٔ بحرین از طریق کسب نظر مردم به‌طور رسمی توسط سازمان ملل پیگیری شود.
تا پیش از اظهارات بی‌سابقهٔ شاه مبنی بر صرف‌نظر از حق حاکمیت ایران، جزیره جزو جداناشدنی ایران تلقی می‌شد.
او همچنین در ۲۴ دی سر سخنرانی در جمع کارکنان وزارت خارجه گفت: «انگلیس این جزیره را به ایران پس نخواهد داد و من نمی‌توانم چون دن‌کیشوت رفتار کنم.»

##### استیضاح دولت
پس از توافق ایران و بریتانیا، حزب پان‌ایرانیست با سرپرستی محسن پزشکپور دولت را استیضاح کرد.
محسن پزشکپور را که در آن زمان از خرمشهر به مجلس فرستاده شده‌بود. وی هوادار ایران بزرگ بود و خود را پان‌ایرانیست می‌نامید.
هنگامی که اردشیر زاهدی در مجلس گزارش کار بحرین و نظرخواهی را به مجلس داد، پزشک‌پور پشت میز سخن رفت و خود را مخالف و دولت را استیضاح کرد.
اسدالله علم در خاطراتش نوشته است: «به شاه عرض کردم ما نگران چه هستیم؟ اجازه بدهید صدای اقلیت شنیده شود، حتی توصیه می‌کنم اجازه بفرمایید نطق پزشکپور به‌طور کامل پخش شود.»
طبق آیین‌نامه و قانون وقت در صورت استیضاح دولت ازسوی یکی از نمایندگان مجلس می‌بایست پس از پاسخ دوباره درخواست رای اعتماد می‌کرد و و برای تهیهٔ پاسخ به دولت وقت می‌دادند.
چند روز بعد در ۲۴ اردیبهشت ۱۳۴۹ موضوع «اعتماد به دولت» به رأی رفت و مجلس با ۱۸۷ رای موافق در برابر ۴ مخالف به دولت رای داد. در واقع مجلس شورای ملی بی‌آنکه مسئلهٔ بحرین به بحث گذاشته شود نظر دولت را پذیرفته ابراز کرد که با انجام همه‌پرسی در بحرین، و پذیرش نظر اکثریت مردم آنجا، موافق است.
نمایندگان حزب پان‌ایرانیست که با دولت مخالفت کرده‌بودند در دور بعدی از آمدن به مجلس شورای ملی بازماندند. داریوش فروهر رهبر حزب ملت ایران بی محاکمه و برخی دیگر از عضوهای این حزب که مخالف این اقدام بودند به زندان افتادند.

###### ادعای نمایشی بودن استیضاح
ادعا شده است که در برنامه‌ای پشت‌پرده، از پیش تصمیم بر این شده‌بود که پس از برگزاری همه‌پرسی، دولت از حق حاکمیت ایران بر جزیرهٔ بحرین چشم پوشد و این را به عنوان تقاضای مردم بحرین به مجلس شورای ملی ببرد، و پس از استیضاح دولت در مجلس و پاسخ دولت مجلس رای اعتماد دهد.
حتی گفته‌اند به دلیل اینکه پزشکپور پیوسته مست بوده است نطق وی را بنویسند و به دستش داده‌اند.
بدین ترتیب که در آن روزها که محمود اسفندیاری معاون اطلاعات و مطبوعات وزارت خارجه بود دستور داد زیر نظر کارشناسانی که درجریان بودند (مانند رضا قاسمی معاون ادارهٔ نهم) نطق مذکور تهیه شود چنان‌که با جدایی بحرین مخالف باشد و دولت را استیضاح کند.
اردشیر زاهدی در دوران وزیر خارجه بودن خود تنها دو بار به مجلس رفته بود (که یکبارش همان روزی بود که مسئله را مطرح کرد، ولی به هنگام استیضاح عباس خلعتبری را به جای خود به مجلس فرستاده بود) ولی در وزارت خارجه اشتباهی بزرگ کردند. در وزارتخانه ادارهٔ نشریات به دستور زاهدی قرار بود نشریه یا خبرنامه‌ای ماهانه یا دوهفتگی خبرهای وزارت خارجه و … را برای آگاهی کارکنان یا مردم پخش کنند. زاهدی دست‌اندرکاران را تهدید کرده بود که خبرنامه باید همان روزی که می‌باید چاپ شود. ایرج پزشکزاد از دست‌اندرکاران نشریه گفته است: «روزی که قرار بود پزشکپور در مجلس سخنرانی و دولت را استیضاح کند، درست روز انتشار این نشریه نیز بود و ما ناگزیر بودیم تا یک شب پیش از روز انتشار همهٔ مطالب را به چاپخانه بفرستیم. مانده بودیم معطل که چه کنیم؟ زیرا متن سخنرانی را پیش از اینکه در مجلس خوانده شود، به اداره نشریات فرستاده بودند و آن را در دست داشتیم؛ ولی آیا می‌شد که در همان هنگامی که او در مجلس است، ولی هنوز نطق خود را نخوانده ما نشریه را چاپ کرده به همه جا بفرستیم و نطق پزشکپور هم در آن باشد؟ اگر این کار را بکنیم، مشت برنامه‌ریزان باز می‌شود، و همه می‌دانند که متن یادشده در وزارت خارجه تهیه و آماده شده است؛ و اگر هم صبر کنیم تا نطق خوانده شود، و سپس چاپ کنیم، که از روز انتشار، یکی دو روز می‌گذرد و مورد مؤاخذهٔ اردشیر زاهدی که خیلی بددهن بود و پیوسته ناسزا می‌گفت واقع می‌شدیم. اگر هم چاپ نمی‌کردیم موضوع به این مهمی (مسئلهٔ همه‌پرسی در بحرین) تا شمارهٔ بعدی نشریه کهنه می‌شد و ارزش خبری خود را از دست می‌داد.
این بود که دل به دریا زدیم و نطق پزشکپور را پیش از ایراد در مجلس در نشریه اخبار و اسناد وزارت خارجه (در فروردین ۱۳۴۹) چاپ کردیم.»

### برگزاری نظرخواهی در بحرین به جای همه‌پرسی
با توجه به اینکه حاکمان محلی بحرین و نیز بریتانیا همه‌پرسی را موجب نفی سلطهٔ خود بر بحرین می‌دانستند با این پیشنهاد مردم‌باور مخالفت کردند. در نتیجه بریتانیا با ایران توافق کرد تا به جای همه‌پرسی، از سازمان ملل متحد خواسته شود که سرنوشت سیاسی این سرزمین را از طریق نظرسنجی از میان گروه‌ها و طبقه‌های مختلف تعیین کند. حکومت بحرین که تحت نفوذ انگلیس بود برای اثرگذاری بر نتیجه نظرخواهی مصمم شد تا ساختار جمعیتی این سرزمین را با اکثریت دادن به عرب‌ها دگرگون سازد، در این راستا هزاران فلسطینی و نیروی کار عرب از کشورهای منطقه به بحرین هجوم آوردند.
پس از گفتگوهای ایران و بریتانیا و دبیرکل سازمان ملل، دولت ایران در ۱۸ اسفند ۱۳۴۸ رسماً خواستار «مساعی جمیلهٔ دبیرکل سازمان ملل برای استعلام نظرهای واقعی مردم بحرین از طریق انتصاب یک نمایندهٔ ویژهٔ خود برای این مأموریت» شد و بریتانیا هم با پیشنهاد ایران موافقت کرد، سپس دولت ایران اعلام نمود که نظر دبیرکل را که به تصویب شورای امنیت رسیده‌باشد خواهد پذیرفت. در پی آن، مقدمهٔ جدایی بحرین در مذاکره‌های هیئتی دیپلماتیک از ایران به ریاست امیرخسرو افشار سفیر ایران با ویلیام لوس نمایندهٔ سیاسی مقیم بحرین بریتانیا فراهم آمد. افشار موضع‌گیری جدید شاه را نتیجهٔ توصیه‌های رئیس اینتلیجنت سرویس انگلیس در تهران دانسته‌بود و این احتمال را مطرح کرد که شاید عقب‌نشینی شاه در پی توافق با دولت انگلستان در تثبیت مالکیت ایران بر جزایر سه‌گانه گرفته شده‌باشد.
نظرخواهی از روز ۱۰ فروردین ۱۳۴۹ آغاز شد و تا ۲۹ام ادامه یافت. مدیر دفتر سازمان ملل در ژنو از سوی او تانت دبیرکل وقت سازمان ملل مأمور انجام این کار شد. هیئتی از سازمان ملل به سرپرستی ویتوریو وینسپیر گیچیاردی ایتالیایی معاون دبیرکل رئیس‌دفتر اروپایی سازمان ملل متحد در ژنو در رأس هیئتی پنج‌نفره به بحرین رفت. او از ایران و بریتانیا برای گزاردن مسئولیت و ابراز نظر و تصمیم نهاییش اختیار تمام گرفت؛ ولی نظرخواهی را نه از بدنهٔ مردم و با مشارکت عمومی بلکه از قشری محدود مانند رئیسان قبیله‌ها و سرپرستان گروه‌ها و شیخ‌های بحرینی که به بریتانیا نزدیک بودند کرد. هنگام سفر گیچاردی دو باشگاه فرهنگی «نادر» و «فردوسی» را بستند و بسیاری از اهالی بحرین که هوادار ایرانی ماندن بودند به افتادند و برخی را نیز کشتند. نظرخواهی دارای سه گزینه بود: ۱) الحاق به ایران، ۲) باقی ماندن در تحت‌الحمایگی بریتانیا، ۳) استقلال از هر دو.
وی پس از پایان مأموریت دوهفته‌ای خود در بحرین در ۲۱ فروردین گزارش برداشت‌های خود از صحبت با مردم و گروه‌های بحرین را که به ادعای وی از علاقه آنان به استقلال حکایت می‌کرد تسلیم دبیرکل نمود. در گزارش وی آمده‌بود: «هیئت اعزامی دریافتند که مردم بحرین پیشنهاد و درخواست ایران و انگلستان برای نظرخواهی و مساعی جمیلهٔ سازمان ملل را در این راه مورد ستایش و تقدیر قرار دادند. هیچ‌گونه تلخکامی و خصومتی از سوی مردم بحرین نسبت به ایرانی‌ها مشاهده نشد و اظهار امیدواری شده که مالکیت ایران بر بحرین یکباره و برای همیشه کنار رود. مردم بحرین خواهان کشوری مستقل و با حاکمیت کامل سیاسی اند و اکثریت تام مردم احساس می‌کنند که بحرین کشوری عرب است.». در گزارش نوشته‌بود که هیئت اعزامی به تفاوت‌های مختصری در نظر جمعیت شهری و روستایی بحرینی‌ها پی برده‌اند از جمله دربارهٔ ایرانی‌تباران و افراد دارای تحصیلات بالا و گروه‌های دیگر اجتماعی، ولی این تفاوت‌ها از نظر نتیجه‌گیری نهایی اعضای هیئت جنبهٔ حاشیه‌ای داشته‌اند. او تانت پس از گزارش گفت: «نتایج حاصله مرا متقاعد کرد که اکثر قریب به اتفاق مردم بحرین مایل اند که آن سرزمین رسماً به صورت کشوری کاملاً خودمختار و مستقل شناخته شود.» وی ضمن سپاسگزاری از دولت‌های ایران و انگلیس که راه حل مسالمت‌آمیز در مورد بحرین را برگزیدند، گزارشی به شورای امنیت داد.
دولت ایران هیچ‌گونه اقدامی حتی در سطح اطلاع‌رسانی و آگاهی‌بخشی برای ترغیب مردم بحرین نسبت به الحاق نهایی خود به ایران اعمال نکرد درحالی که همان زمان بحرین تحت سلطهٔ بریتانیا قرار داشت.
بزرگمهر در کتاب «کاروان عمر» نوشته است: «... در بحبوحهٔ جریان بحرین در سال ۱۹۷۰ ماه آوریل، من در تهران بودم و به عنوان وزیر مشاور خدمت می‌کردم. روزی نخست‌وزیر (هویدا) مرا خواست و گفت: تو که از همه ایراد می‌گیری و وزیر و غیروزیر را نمی‌شناسی، حاضری انجام خدمت لازمی را به دولت برعهده‌بگیری؟
گفتم تا مأموریت چه باشد؟
گفت: می‌دانی که موضوع بحرین در جریان است. آنچه که من می‌خواهم، چون هنوز روابط سیاسی با بحرین رسماً به انجام نرسیده، چند روزی به بحرین برو، و غیررسمی تحقیقاتی بکن، ببین اوضاع آنجا در رابطه با ایران چگونه است ولی شرط دارد، که این مسئله خصوصی باقی بماند، و کسی از این موضوع باخبر نشود..
... با هواپیمای «ایرایندیا» به بحرین رفتم … در شهر با کمال تعجب دیدم که تمام مغازه‌دارها فارسی صحبت می‌کنند؛ و چون سیگار برگ می‌کشیدم، در مغازه (با زبان فارسی) سیگار به من تعارف می‌کردند. همه ایرانی‌الاصل بودند و بسیار خونگرم و مهربان. با چند نفر از تجار که دفاتر معتبری داشتند مذاکره کردم. همه نسبت به ایران و ایرانی نظرات بسیار قابل توجه داشتند…»
با اعطای این گزارش، شورای امنیت سازمان ملل با اتفاق آرا قطعنامه ۲۷۸ را در ۲۱ اردیبهشت ۱۳۴۹ برابر ۱۱ مهٔ ۱۹۷۰ که به ادعای ایشان خواستهٔ مردم بحرین را تأیید می‌کرد صادر نمود. این قطعنامه به دولت‌های ایران و بریتانیا ابلاغ شد.
در ۲۵ آذر آن سال بحرین رسماً عضو سازمان ملل متحد شد و ۱۲۹امین عضو او درآمد. از آن هنگام تاریخ ۱۶ دسامبر (۲۵ آذر) روز ملی بحرین شناخته می‌شود.

### تصویب جدایی در ایران
-چنانچه گذشت- مجلس در اردیبهشت ۱۳۴۹ گزارش را تصویب کرد. در ۲۸ اردیبهشت نیز مجلس سنا با اتفاق رای‌های ۶۰ سناتور آن را تأیید نمود.
هنوز استقلال بحرین اعلام نشده بود که منوچهر ظلی معاون وزیر امور خارجهٔ ایران در رأس هیئت «حسن نیت» به بحرین رفت و نخستین بار در ۲۳ خرداد ۱۳۴۰ هیئتی بحرینی از ایران بازدید کرد. مقررات روادید بین دو کشور لغو شد.
شیخ بحرین در ۲۳ مرداد ۱۳۵۰ بیانیهٔ استقلال بحرین را منتشر کرد و ساعتی بعد ایران نخستین کشوری بود که استقلال بحرین را به رسمیت شناخت.
تهران و منامه در ۱۳۵۰ مرزهای دریایی میان خود را تعیین و تصویب کردند و روابط دوجانبه را در همهٔ زمینه‌ها آغاز نمودند. در آذر ۱۳۴۹ حاکم بحرین نخستین بار به ایران آمد و قرارداد اولیهٔ تحدید حدود فلات قاره بین ایران و بحرین به امضاء رسید؛ موافقتنامهٔ نهایی پس از سفر اردشیر زاهدی به بحرین در خرداد ۱۳۵۰ امضاء شد.
این موافقتنامه برای ایران و هم برای بحرین از اهمیت ویژه‌ای برخوردار بود زیرا تعداد میدان‌های نفتی واقع در منطقه‌های نشانه‌گذاشته قابل‌توجه بود و از نظر بحرین و ناظران نفتی نیز همکاری‌های ایران و بحرین در زمینهٔ اکتشاف استخراج نفت در مناطق همجوار خط نشانه‌گذاری‌شده اهمیت فراوان داشت.
بحرین روز ۲۲ مرداد ۱۳۵۰ رسماً استقلال خود را در برابر ایران اعلام کرد.

### قرارداد دوستی بحرین و بریتانیا
فردای اعلام استقلال بحرین، در ۲۴ مرداد بحرین و انگلیس قرارداد دوستی امضاء کردند با هدف مشورت در موقعیت‌های ضروری.

### پس دادن سه جزیره به ایران
سپس در ایران ناگهان شروع به تبلیغاتی گسترده در زمینهٔ تصرف سه جزیرهٔ تنب کوچک و تنب بزرگ و ابوموسی کردند که در رادیوها و نشریه‌های دولتی بازتابی گسترده داشت. این کار آوای خشم مخالفان جدایی بحرین را گرفت.
البته پس گرفتن سه جزیره به همین آسانی هم صورت نگرفت. دولت ایران در برابر تبلیغات گستردهٔ عراق که او را به امپریالیسم و سلطه‌جویی متهم می‌کردند سخت ایستادگی کرد و شاه در اوایل خرداد ۱۳۴۹ اعلام کرد که ایران هیچ گونه نقشه‌ای امپریالیستی در خلیج فارس ندارد و آمادهٔ امضای پیمانی دفاعی با کشورهای منطقه است تا ثبات آن را پس از خروج انگلیسی‌ها در آذر ۱۳۵۰ تأمین نماید، ولی در ضمن حق دارد به تقویت نیروی نظامی خود برای رویارویی با رژیم‌های ماجراجوی خاورمیانه بپردازد.
موضع سرسختانه ایران مورد حمایت ترکیه و پاکستان و کشورهای غربی قرار گرفت.
۶ تیر ۱۳۵۰ هویدا اعلام کرد که اگر مسئلهٔ جزیره‌های ایرانی خلیج فارس با مسالمت حل نشود با قدرت نظامی پسشان خواهیم گرفت.
۱۰ شهریور ایران قطر را به رسمیت شناخت.
در ۹ آذر ارتش ایران حاکمیت کشور را بر جزیره‌های ایرانی دهانهٔ خلیج‌فارس در رزمایشی که منجر به گرفتن ابوموسی از شارجه و تنب‌ها از رأس‌الخیمه شد، تثبیت کرد. پس از پیاده‌شدن سربازان ایرانی در این جزیره‌ها، ساکنان تنب بزرگ به دل‌خواه خود از آن جزیره خارج شدند و فقط هفت نفر هندی در آن‌جا باقی ماندند. شیخ شارجه دربارهٔ ابوموسی با ایران توافق کرد.
۱۱ آذر نیز ایران امارات متحدهٔ عربی را به رسیت شناخت.
غیر از بحرین، سه جزیرهٔ تنب بزرگ و تنب کوچک و ابوموسی نیز که شاه هم‌زمان با از دست دادن بحرین آن‌ها را پس گرفت جزو ایران بوده است و در هیچ رویداد تاریخی و هیچ برگه و پیمانی دیده و نوشته نشده است که نشان دهد این جزیره‌ها به صورت قانونی یا با جنگ یا غرامت جنگی از ایران جدا شده‌باشد. انگلیسی‌ها از سال‌های پیش، از ناتوانی دولت‌های فرمانروا بر ایران سود برده در این سه جزیره که گلوگاه تنگهٔ هرمز است، به نام شیخ‌های جنوب خلیج فارس، خودسرانه و بدون درگیری نیرو پیاده کرده پایگاه داشته‌اند. تنب بزرگ و کوچک مسکونی نیست و به دلیل مارهای فراوان مردم جنوب بدان «مارستان» می‌گویند، البته اهمیت راهبردی بالایی دارد.

## نقل قول‌ها

### اسفندیار بزرگمهر
اسفندیار بزرگمهر در کتاب «کاروان عمر» خود نوشته است:
«... نظر انگلیسی‌ها از روز اول راجع به بحرین این بود که بحرین مستقل شود ولی ایران بحرین را استان چهاردهم می‌خواند، و سال‌ها ادعا مالکیت آن را داشت. انگلیسی‌ها که تازه به دلیل همکاری با امریکایی‌ها نفوذ خود را در خلیج فارس کم کرده بودند، نمی‌خواستند ایران که کرانهٔ وسیعی در خلیج فارس دارد، در این طرف خلیج هم نفوذی داشته باشد.
برای اینکه صورت قانونی به این جدایی بدهند، سر ویلیام لوس مأمور بلندپایهٔ وزارت خارجهٔ انگلستان چندبار بی‌سر و صدا به ایران آمد، و با مقامات گوناگون از جمله محمدرضا شاه دیدار کرد. از سوی دولت ایران خسرو افشار مأمور گفتگوها و برنامه‌ریزی با او شد، و به زودی مسئله بسیار ساده و آسان توسط رده‌های بالای هر دو کشور حل شد!
دشواری مهم آن بود که چگونه صورت ظاهر داستان را به شیوه‌ای بیارایند و سر و سامان دهند که هنگامی که مسئله آفتابی شد، مردم ایران از جدا شدن بخشی از خاک کشورشان دچار شوک و ناراحتی نشوند و نگویند که چگونه شد که «استان چهاردهم» را از دست دادید؟
زیرا همانگونه که آمد، هیچ پیمان‌نامه و قراردادی دایر جدا شدن بحرین در طول تاریخ وجود نداشت که بدان استناد کنند و می‌بایست راهی را می‌یافتند که یک چهرهٔ قانونی بی‌دردسر به این تجزیه داده شود.
در اینجا نیز انگلیسی‌ها که همیشه مشکل‌گشای فرمانروایان ما بودند! راهنمایی جالبی کردند.
بدینسان که دولت ایران انجام و نتیجهٔ یک «همه‌پرسی» در بحرین را بپذیرد، و در صورتی که در این همه‌پرسی مردم بحرین خواهان استقلال باشند، ایران از ادعای مالکیت بحرین چشم بپوشد، و این چشم‌پوشی را به مجلس شورای ملی ببرد، و در آنجا یکی از وکلای مجلس با آموزش‌های از پیش داده‌شده، دولت را استیضاح کند، و دولت هم یک پاسخ سطحی به آن بدهد، آنگاه برابر با آئین‌نامه‌های موجود، دولت درخواست رأی اعتماد از مجلس می‌کند. رأی اعتماد حاصل می‌شود و بحرین هم بی‌دغدغه از ایران جدا می‌شود.»
بزرگمهر در کتاب خود از این که چگونه دنیس رایت با محمدرضا شاه مسئله را حل کرد چنین می‌نویسد:
«.... او (دنیس رایت) در سن موریتس نزد شاه رفته و با عوض کردن بعضی جمله‌های مختلف توافق‌نامه‌ای راجع به بحرین (را) به پاراف و امضای شاه رسانید…»

### رضا قاسمی
رضا قاسمی معاون ادارهٔ نهم وزارت خارجه هنگام جدایی بحرین از ایران -که پس از جدا شدن بحرین از ایران به سمت سفیر ایران در کویت برگزیده شد-، در ماهنامهٔ نیما (شمارهٔ ۶۸ و ۶۹، بهمن و اسفند ۱۳۷۸) چاپ پاریس نوشته است:
«در دورهٔ پهلوی اول که حکومت مرکزی قدرت یافت، ضمن گفتگوی طولانی با دولت انگلیس، بعضی از جزایر جنوبی ایران که پایگاه انگلیسی‌ها بود، مانند سیری و قشم، هنگام تخلیه به ایران واگذار شد. اما انگلستان بحرین را به عنوان پایگاه دریایی خود حفظ کرد تا اینکه در ژانویه ۱۹۶۸ دولت کارگری انگلستان اعلام داشت که تا آخر سال ۱۹۷۱ نیروهای خود را از شرق سوئز و خلیج فارس فراخواهد خواند. دولت ایران ضمن استقبال از تصمیم دولت انگلیس اقداماتی برای اعاده بحرین و جزایر سه‌گانهٔ تنب و ابوموسی آغاز نمود. اما با بررسی جوانب امر دریافت که طی این یکصد و پنجاه سال در ترکیب جمعیت و آداب و عادات و سایر مظاهر زندگی مردم بحرین دگرگونی اساسی روی داده است، و برای استرداد آن باید با جنگ و اشغال نظامی متوسل شد که این اقدام درجامعه بین‌المللی مطلوب و مقبول نبود و باید وضع موجود را حفظ کرد.
... باید توجه داشت که نمایندگان ایران هر جا اسم بحرین به میان می‌آمد و در هر مجمعی که نمایندهٔ بحرین حضور داشت، صحنه را به عنوان اعتراض ترک و خالی می‌کردند و با این ترتیب در خانوادهٔ ملل که بحرین را به عنوان واحد مستقل پذیرفته بود منزوی می‌شدیم. به ویژه با کشورهای عربی که حامی موجودیت بحرین به‌عنوان واحد مستقل بودند درگیر می‌شدیم»
وی در ادامه با اشاره به سخنان شاه در دهلی نوشته است: «... شاه فقید در این مصاحبه یادآور شد که: «ایران مایل نیست برای حل مسئله به زور توسل جوید؛ و اگر مردم بحرین نخواهند به ایران ملحق شوند، ما، اعمال زور نخواهیم کرد»
... حیثیت و غرور ملی ما هنگامی لکه‌دار می‌شد که برای این مسئله به زور متوسل می‌شدیم و جامعهٔ بین‌المللی در قبال کاری که با صرف بودجهٔ گزاف و اتلاف منابع ملی و نیروی انسانی صورت می‌گرفت، و تازه سرانجام آن نامعلوم بود، ما را محکوم می‌کرد
... به علاوه دعوی کهن و دیرپای ایران در مورد حاکمیت بر بحرین کم‌کم خالی از محتوا شده بود و جنبهٔ طنز به خود گرفته و برخی را به این فکر انداخته بود که به این ترتیب بد نیست هفده شهر قفقاز را هم از روس‌ها مطالبه کنیم و افغانستان و سایر سرزمین‌هایی را که در طول تاریخ از ایران جدا شده است ادعا نماییم…»

### فرج‌الله رسایی
دریابد فرج‌الله رسایی فرمانده نیروی دریایی شاهنشاهی و سناتور سابق، در ماهنامهٔ «ایرانیان واشینگتن» نوشته است:
«... اعلیحضرت شاه، روزی به من گفت: «بالاخره انگلیسی‌ها موافقت کردند که سه جزیره متعلق به ایران را که در گذشته به نام شیوخ سواحل جنوبی خلیج فارس تصرف کرده بودند، به دولت ایران پس بدهند…»
وی در ادامه شرح داده است و نوشته است که شاه مرا مأمور تصرف جزیره‌های یادشده کرد و به‌ویژه چندین بار سفارش کرد که این کار باید کاملاً محرمانه بماند و هیچ‌کس حتی رئیس ستاد مشترک ارتش و دیگر امیران ارتش کوچک‌ترین خبری در این زمینه نشوند تا من (یعنی محمدرضا شاه) تاریخ تصرف جزیره‌ها را به تو (دریابد رسایی) ابلاغ کنم.
البته این سؤال هست که اگر انگلیسی‌ها موافقت کرده‌بودند که سه جزیره را به ایران پس بدهند، دیگر لشکرکشی و محرمانه بودن برای چه بود؟

### اردشیر زاهدی
اردشیر زاهدی وزیر خارجهٔ وقت، در مستندی که از زندگی وی ساخته شده، دربارهٔ ماجرای جدا شدن بحرین چنین اظهار نظر کرده: «ولی راجع به بحرین، بالاخره به اینجا رسیدیم که قبول کردم. من هم مسئول [بودم]. اگر خیانت کردم، من کردم؛ من امضا کردم، من صحبت کردم.»
در عین حال، فریدون زندفرد دیپلمات وقت، دربارهٔ اختلاف میان شاه و زاهدی دربارهٔ ماجرای بحرین مطالبی را مطرح کرده و حتی مدعی برخی اقدام‌های مخفیانهٔ وی شده.

### خسرو معتضد
خسرو معتضد تاریخدان ایرانی «دست و پا زدن» خواندن اقدام بریتانیا و فشار این کشور به شاه برای جداسازی بحرین از خاک ایران گفت: «شاه اشتباه کرد و به راحتی بحرین را از دست داد و خیلی بی‌مورد در هندوستان مصاحبه کرد و گفت «ما رفراندوم می‌کنیم» که رفراندوم نیز انجام نشد، یعنی هیچ‌گونه همه‌پرسی صورت نگرفت و فقط از ۴۰ خانوادهٔ شیخ از جمله آل‌خلیفه پرسیدند و آن‌ها هم گفتند می‌خواهیم مستقل باشیم.
وی جدا شدن بحرین از خاک ایران را یکی از خیانت‌های بزرگ شاه برشمرد و یادآور شد: «شاه بدون مطالعه و به خاطر یک قول احمقانه که به سفیر و وزیر خارجهٔ انگلیس داده بود، بحرین را از دست داد و جالب است که جدا شدن بحرین در مجلس ایران تصویب نشد و به صورت یک اعلامیه دولت بود که هویدا آمد و اعلام کرد.

### سید حسن امین
سید حسن امین در نوشتاری ضمن بررسی فرایند جدایی بحرین در نهایت چنین نتیجه گرفته است:
«اکنون چهل و چند سال پس از جداسازی بحرین از ایران، باید از خود بپرسیم که آیا این تصمیم در باب بحرین خدمت بوده است یا خیانت؟ از خودمان یعنی از نسل خودمان و نسل پیش از خودمان آغاز می‌کنیم. آیا سکوت غریب ملت ایران در برابر این تصمیم، چگونه قابل توجیه است؟ به عقیدهٔ ما، عامهٔ مردم گناهی ندارند، مردم عادی را باید رهبران سیاسی و مراجع فرهنگی جامعه هدایت کنند. آزادسازی خرمشهر در ۱۳۶۱ نتیجهٔ عزم راسخ رهبران نظامی و سیاسی کشور به نجات خرمشهر از دست دشمن قهاری مثل صدام بود؛ اما به هنگام دسیسهٔ انگلیس برای ربودن بحرین، رهبران سیاسی و فرهنگی ایران، قدمی برنداشتند. برای اثبات این بی‌تفاوتی، باید دید که آیا موافقت رژیم پهلوی به تقدیم‌کردن بحرین به سیاست استعماری انگلیس، در احزاب سیاسی، در قوهٔ مقننه، در مطبوعات، در قوّهٔ قضاییه، در ستاد بزرگ ارتشتاران و دیگر نهادهای مرتبط با حفظ یکپارچگی سرزمینی کشور، و سرانجام در شعر و ادب فارسی چه بازتابی داشته است؟ آیا (در روز واقعه! نه بعد از سقوط رژیم پهلوی) کدام سیاستمدار یا روزنامه‌نگار ایرانی در این باب موضع گرفته است؟ چرا شاعران بلندآوازهٔ ایران –شاملو، اخوان ثالث، سهراب سپهری– و خطیبان نامی –حسینعلی راشد و محمدتقی فلسفی و بعدها علی شریعتی و فخرالدین حجازی– یا نویسندگان شهره –جلال آل‌احمد و… - مخصوصاً آن‌ها که در رثای چریک‌های خلق دل می‌سوزاندند، سینه‌چاک می‌کردند، اشک می‌ریختند، قلم می‌زدند و شعر می‌گفتند، در این باب، ساکت ماندند؟
...
آیا فقط خاقان مغفور فتحعلی‌شاه قاجار که هفده شهر ایران را پس از مغلوب شدن در جنگی نابرابر اجباراً به روس‌ها داد، مستحق دشنام ابدی است؟ آیا محمدرضاشاه و اعوان او در انتزاع بحرین (یعنی کابینهٔ امیرعباس هویدا، وزارت خارجهٔ ایران به سرپرستی اردشیر زاهدی، قوهٔ مقننه با آن همه سناتور و نمایندهٔ مجلس و دیگر نهادهای کشوری و لشکری) هیچ راه فراری از تصویب قاطع این انتزاع نداشتند؟
اگر به فرض، رژیم سابق ایران، تصمیمی درست می‌گرفت و در همان تاریخ، به‌جای «طرح نظامی–امنیتی تصرّف بحرین» در یک مقطع و کار «دیپلماتیک و مذاکرات پشت پرده‌ای» در مقطع بعدی، کار زیربنایی فرهنگی می‌کرد و سپس بر برگزاری یک همه‌پرسی جدّی با مشارکت همهٔ باشندگان بحرین پای می‌فشرد، بخت بیشتری برای ایرانی ماندن این بخش از سرزمین پدری یا دست‌کم سرفرازی واقعی در برابر جهان نداشتیم؟
...»

### داریوش همایون
بحرین خاری در گلوی سیاست خارجی ایران بود. جمعیت بحرین با آنکه بسیاری شان، شاید نیمی شان اصل ایرانی داشتند ولی عرب شمرده می‌شدند و دنیای عرب یکپارچه پشت بحرین و شیخ بحرین بود. من به خاطرم هست که در۱۳۴۸نامه ای به هویدا نوشتم، چون رفته بودم و این مناطق را دیدن کرده بودم و پیشنهاد کردم که ما از ادعای خودمان بر بحرین دست برداریم. برای اینکه آنجا را جز با نیروی نظامی نخواهیم توانست بگیریم و حفظ کنیم و اینکار ما را وارد یک کارزار طولانی فرسایشی نه فقط با اعراب بحرین بلکه با تمام دنیای عرب خواهد کرد و به مصلحت ایران نیست؛ و بحرین اولا بسیار از خاک ایران دور است و ثانیاً منابعی ندارد که ما در غم از دست دادن آنها
باشیم و تصرف آن ــ چون فقط با تصرف ممکن بود ـارزش استراتژیک و دراز مدت ندارد. در نتیجه من طرفدار رها کردن بحرین بودم. مقاله ای هم در آیندگان نوشتم که برتری در خلیج فارس برای ما از دنبال کردن ادعای بی‌نتیجه بر بحرین مهم‌تر است… پاره ای دوستان چپ صرفنظر کردن از بحرین را به عنوان مثلاً خیانت به رخ ما می‌کشند. ولی ما به آنها می‌گوییم که اگر رفته بودیم و بحرین را اشغال نظامی کرده بودیم و بیست سال، ده سال، پانزده سال در آنجا گرفتار جنگ چریکی می‌بودیم سروران آن را به عنوان ویتنام شاه هر روز به رخ ما می‌کشیدند و شاه اینکار را نکرد و به واقعیت موجود احترام گذاشت.

### عباس رمزی عطایی
- فرمانده نیروی دریایی شاهنشاهی ایران

برای ایران امکان اینکه بپرد آن‌ور خلیج فارس را بگیرد (نبود)، ما در مورد بحرین نتوانستیم برویم بگیریم. این است که با مراجعه به آراء عمومی موافقت کردیم روی پیشنهادی بود که اعلی‌حضرت داد. البته خیلی هم زیرکانه بود و خیلی هم باهوش بود این کار. بعد هم آنها رفراندوم‌شان را انجام دادند و گفتند: «نه ما می‌خواهیم مستقل باشیم. اعلی‌حضرت هم گفتند: “نظر و رأی مردم بحرین برای من محترم است.» ببینید دوران مغولی گذشته بود. دوران بسط امپراتوری‌ها گذشته بود، دیگر امپراتوری انگلستان که آفتاب تویش غروب نمی‌کرد، دیگر طلوع نمی‌کرد اصلاً. همه اینها از بین رفته بود. و موقعیت دنیا طوری نبود یا نیست دیگر که شما بتوانید بروید یک مملکتی را اشغال کنید. درگیری با بحرین یعنی اگر می‌خواستند بحرین را اشغال کنند چون بحرین تا حدودی تحت‌الحمایه انگلستان بود، در نتیجه باید با انگلستان طرف می‌شدند. طرف‌شدن با انگلستان یک خرده عاقلانه نبود. و اصولاً برای اعلی‌حضرت همایونی یک مملکتی را مثل بحرین به زور بگیرند بعد هم همیشه دردسرتویش باشد و تروریست باشد و شلوغ بکنند و از این حرف‌ها، ترجیح دادند که ببینند خود مردم چه فکرمی‌کنند؟ به همین علت تصمیم گرفتند به آرای عمومی بگذارند.

### کمال حبیب‌اللهی
- آخرین فرمانده نیروی دریایی شاهنشاهی ایران

بزرگ‌ترین اشتباهی که به نظرم ما کردیم در مورد بحرین بود. بحرین را وقتی ما از دست دادیم یعنی نصف خلیج فارس را دادیم، تنها بحرین نبود تمام فلات قاره بود تمام نفتش بود ماهی‌هایش بود و در آینده معلوم نیست چه چیزهای دیگر باشد، سیادتش بود ما عملاً از دست دادیم. البته شاه مرحوم یک دلایلی هم خودشان داشتند و چون احساس کردند که افسرهای نیروی دریایی ناراحت‌اند، آن‌موقعی که من رئیس ستاد بودم، آمدند نیروی دریایی سخنرانی کردند و گفتند، «ما مجبور بودیم، زمان آن زمان نیست هند را انگلیس از دست داد، الجزیره را فرانسه از دست داد. ما نمی‌توانیم این ادعا را نگه داریم. سر هر کوچه سربازهای ما را آن‌جا می‌کشتند اگر…» ولی خوب به نظر من درست نبود به دلیل این‌که آن انتخابی هم که آن‌جا انتخابات به رأی عمومی مراجعه کردند همهٔ ما می‌دانیم یک چیز قلابی بود، اصلاً به رأی آن… رفتند چهارتا کلاب از اعضای کلاب پرسیدند شما می‌خواهید چه‌کار کنید؟ قبلاً هم به این‌ها گفته بودند بگویید شیخ سلمان را می‌خواهیم.

## نام‌نامه
1. ↑  Sir Denis Wright
2. ↑  William Luce
3. ↑  Vittorio Winspeare Guicciardi

## پی‌نوشت و منبع
1. ↑  جعفری ولدانی، اصغر (۱۳۷۱). کانونهای بحران در خلیج فارس. موسسه کیهان. دریافت‌شده در ۱۵ اوت ۲۰۲۱.
2. ↑  «ماجرای جدا شدن بحرین از ایران». مرکز مطالعات خلیج فارس. دریافت‌شده در ۱۵ اوت ۲۰۲۱.
3. ↑  «جداسازی بحرین، خیانت یا خدمت؟». ایران اینترنشنال. ۱۸ اوت ۲۰۱۸. دریافت‌شده در ۱۵ اوت ۲۰۲۱.
4. ↑  جعفری ولدانی، اصغر (۱۳۷۶). نگاهی تاریخی به جزایر ایرانی تنب و ابوموسی. تهران: دفتر مطالعات سیاسی و بین‌المللی وزارت امور خارجه،. بایگانی‌شده از اصلی در ۱۵ اوت ۲۰۲۱. دریافت‌شده در ۱۵ اوت ۲۰۲۱.
5. 1 2  جعفری ولدانی، اضغر (۱۳۷۰). بررسی تاریخی اختلافات مرزی ایران و عراق. تهران: دفتر مطالعات سیاسی و بین‌المللی وزارت امور خارجه. دریافت‌شده در ۱۵ اوت ۲۰۲۱.
6. ↑  عبدالرضا، هوشنگ مهدوی (۱۳۷۵). سیاست خارجی ایران در دوران پهلوی. نشر البرز. ص. ۳۶۵–۳۶۴. پارامتر |تاریخ بازیابی= نیاز به وارد کردن |پیوند= دارد (کمک)
7. 1 2 3 4 5 6 7 8 9 10 11 12 13 14 15 16 17 18 19 20 21 22 23 24 25 26 27 28 29 30 31 32 33 34  امین، «بحرین چگونه از ایران جدا شد»، ایران‌بوم.
8. ↑  «مذاکرات جلسه ۲۵۵ دوره چهارم مجلس شورای ملی بیستم حمل ۱۳۰۲».
9. ↑  «مذاکرات جلسه ۲۵۸ دوره چهارم مجلس شورای ملی ۲۵ حمل ۱۳۰۲».
10. 1 2  «مذاکرات جلسه ۸۴ دوره نهم مجلس شورای ملی سوم خرداد ۱۳۱۳». بایگانی‌شده از اصلی در ۲۳ دسامبر ۲۰۲۱. دریافت‌شده در ۲۶ آوریل ۲۰۲۰.
11. ↑  «مذاکرات جلسه ۵۷ دوره پانزدهم مجلس شورای ملی ۲۶ فروردین ۱۳۲۷». بایگانی‌شده از اصلی در ۲۹ سپتامبر ۲۰۲۰. دریافت‌شده در ۱۳ اوت ۲۰۲۰.
12. 1 2 3 4 5 6 7 8 9 10 11  «جدا شدن بحرین از ایران». موسسه مطالعات و پژوهشهای سیاسی.
13. 1 2 3 4 5 6 7  اجرایی، «وقتی محمدرضا پهلوی نخواست دن کیشوت باشد»، مجلهٔ مهر.
14. ↑  امین، «بحرین چگونه از ایران جدا شد»، ایران‌بوم. (در ابن منبع به دو کرسی خالی اشاره نشده است)
15. ↑  امین، «بحرین چگونه از ایران جدا شد»، ایران‌بوم. (در ابن منبع تنها به اعتراض اردلان و جملهٔ «بحرین جزئی از پیکر ماست» اشاره شده است)
16. 1 2  امین، «بحرین چگونه از ایران جدا شد»، ایران‌بوم. (ماجرای نقشهٔ آزادسازی و واکاوی آن در این منبع آمده است)
17. 1 2 3  {{{1}}}، «بازتاب دکترین نیکسون بر منطقه خلیج فارس و سیاست خارجی شاه»، موسسهٔ مطالعات تاریخ معاصر ایران.
18. 1 2 3 4 5 6 7 8 9 10 11 12 13  {{{1}}}، «جدا شدن بحرین از ایران و نقش انگلستان»، ماهنامهٔ دوران.
19. ↑  امین، «بحرین چگونه از ایران جدا شد»، ایران‌بوم. (در این منبع به پزشکپور اشاره‌ای نشده است)
20. ↑  امین، «بحرین چگونه از ایران جدا شد»، ایران‌بوم. (در یک بند از این منبع به اشتباه ۱۹۹ رای موافق آمده است که با منبع‌های دیگر و بندهای دیگر خود همین‌جا تعارض دارد)
21. ↑  امین، «بحرین چگونه از ایران جدا شد»، ایران‌بوم. (در این منبع نیز به محدود کردن همه‌پرسی به قشری محدود اشارهٔ گسترده شده است)
22. ↑  امین، «بحرین چگونه از ایران جدا شد»، ایران‌بوم. (در اینجا تنها به امضای قرارداد فلات قاره در خرداد سال ۱۳۵۰ اشاره شده است)
23. ↑  امین، «بحرین چگونه از ایران جدا شد»، ایران‌بوم. (در اینجا به اشتباه ۲۳ مرداد مطرح شده است)
24. ↑  «اعتراف اردشیر زاهدی به خیانت در ماجرای جدا شدن بحرین از ایران + تیزر». ایلنا. ۳ دی ۱۳۹۸.
25. ↑  «فریدون زندفرد: اردشیر زاهدی در مورد بحرین با شاه اختلاف نظر داشت». تاریخ ایرانی. ۲۱ خرداد ۱۳۹۱.
26. ↑  «جزایر سه‌گانه خاک لاینفک ایران است/ اعتراف‌نامه شیوخ عرب دربارهٔ ابوموسی». خبرگزاری فارس. ۲۵ فروردین ۱۳۹۳.
27. ↑  خود زندگینامه داریوش همایون بنام "من و روزگارم" صفحه ۱۰۳ و ۱٠۴
28. ↑  تاریخ شفاهی ایران در دانشگاه هاروارد مصاحبه با عباس رمزی عطایی نوار شماره یک
29. ↑  تاریخ شفاهی ایران در دانشگاه هاروارد مصاحبه با کمال حبیب‌اللهی نوار شماره دو

- «جداشدن بحرین از ایران». موسسهٔ مطالعات و پژوهش‌های سیاسی. دریافت‌شده در ۲۶ اردیبهشت ۱۳۹۳.

«جدا شدن بحرین از ایران و نقش انگلستان». ماهنامهٔ دوران. ش. ۲۱. ۱۳۸۶. دریافت‌شده در ۲۶ اردیبهشت ۱۳۹۳. از پارامتر ناشناخته |جداکننده= صرف‌نظر شد (کمک)
- «بازتاب دکترین نیکسون بر منطقه خلیج فارس و سیاست خارجی شاه». موسسهٔ مطالعات تاریخ معاصر ایران. دریافت‌شده در ۲۷ تیر ۱۳۹۳.
- پروفسور سید حسن امین (۱۸ اردیبهشت ۱۳۹۰). «بحرین چگونه از ایران جدا شد». ایران‌بوم. بایگانی‌شده از اصلی در ۲۵ ژوئن ۲۰۱۴. دریافت‌شده در ۱۷ مه ۲۰۱۴برگرفته از فصل‌نامهٔ فروزش، شماره سوم تابستان ۱۳۸۸، صص ۴۸–۵۸

«بازخوانی تاریخی استقلال بحرین». پگاه حوزه. ش. ۲۲۹. قم. ۱۳۸۹. دریافت‌شده در تیر ۱۳۹۳. از پارامتر ناشناخته |جداکننده= صرف‌نظر شد (کمک); تاریخ وارد شده در |تاریخ دسترسی= را بررسی کنید (کمک)
اجرایی، حسن (۲۸ اردیبهشت ۱۳۹۳). «وقتی محمدرضا پهلوی نخواست دن کیشوت باشد». مجلهٔ مهر. خبرگزاری مهر. از پارامتر ناشناخته |جداکننده= صرف‌نظر شد (کمک)
- اعظم حمیدپور. «استعمار پیر و جدایی بحرین از ایران». مرکز اسناد انقلاب اسلامی. بایگانی‌شده از اصلی در ۲۴ سپتامبر ۲۰۱۵. دریافت‌شده در ۱۰ اوت ۲۰۱۴.
- احمد فریدونی (۲۱ مرداد ۱۳۸۸). «جدا شدن بحرین از ایران». مرکز اسناد انقلاب اسلامی. بایگانی‌شده از اصلی در ۷ نوامبر ۲۰۱۴. دریافت‌شده در ۱۰ اوت ۲۰۱۴.

## برای مطالعه
- اعظم حیدرپور (۲۷ اردیبهشت ۱۳۹۰). «انگلستان و مسئله حاکمیت ایران بر جزایر سه‌گانه». مرکز اسناد انقلاب اسلامی. بایگانی‌شده از اصلی در ۲۶ ژوئیه ۲۰۱۴. دریافت‌شده در ۱۰ اوت ۲۰۱۴.